# Smycke

Korsformig brosch av guldtråd med polykrom emaljdekor. Livrustkammaren.

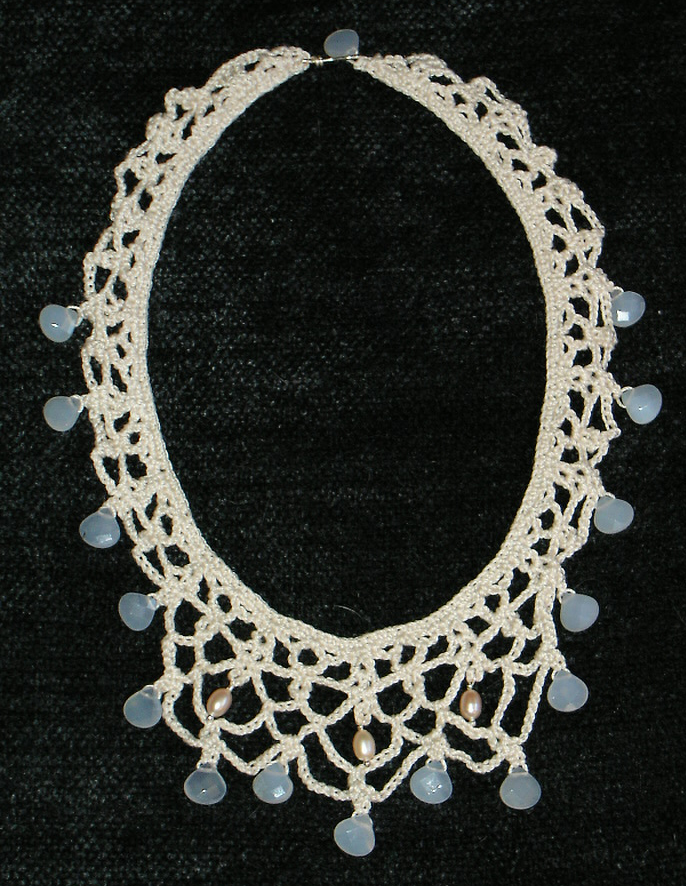
Virkat halsband med kalcedon, sterlingsilver och sötvattenpärlor.

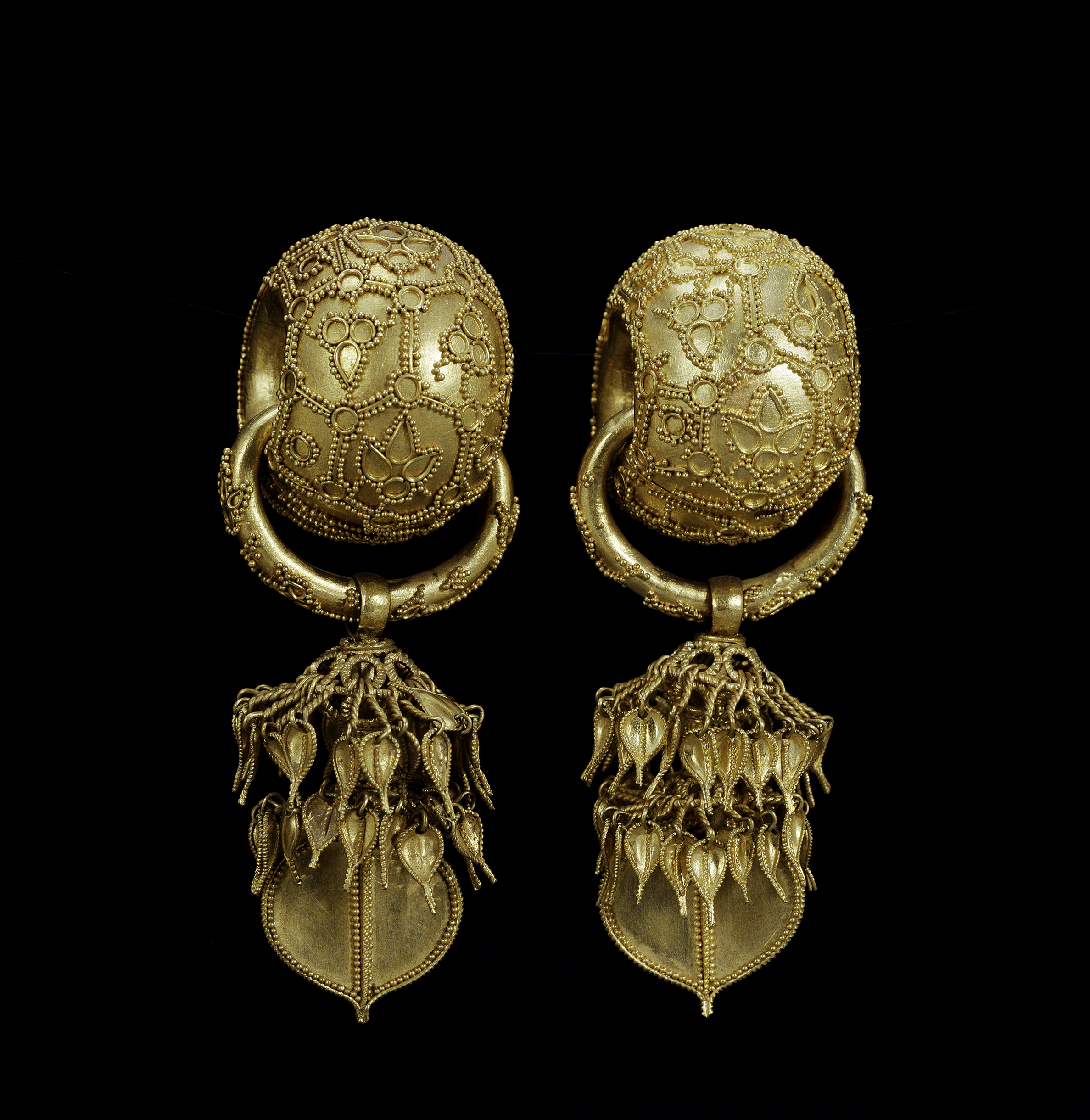
Koreanska örhängen från Sillaperioden (500-talet).

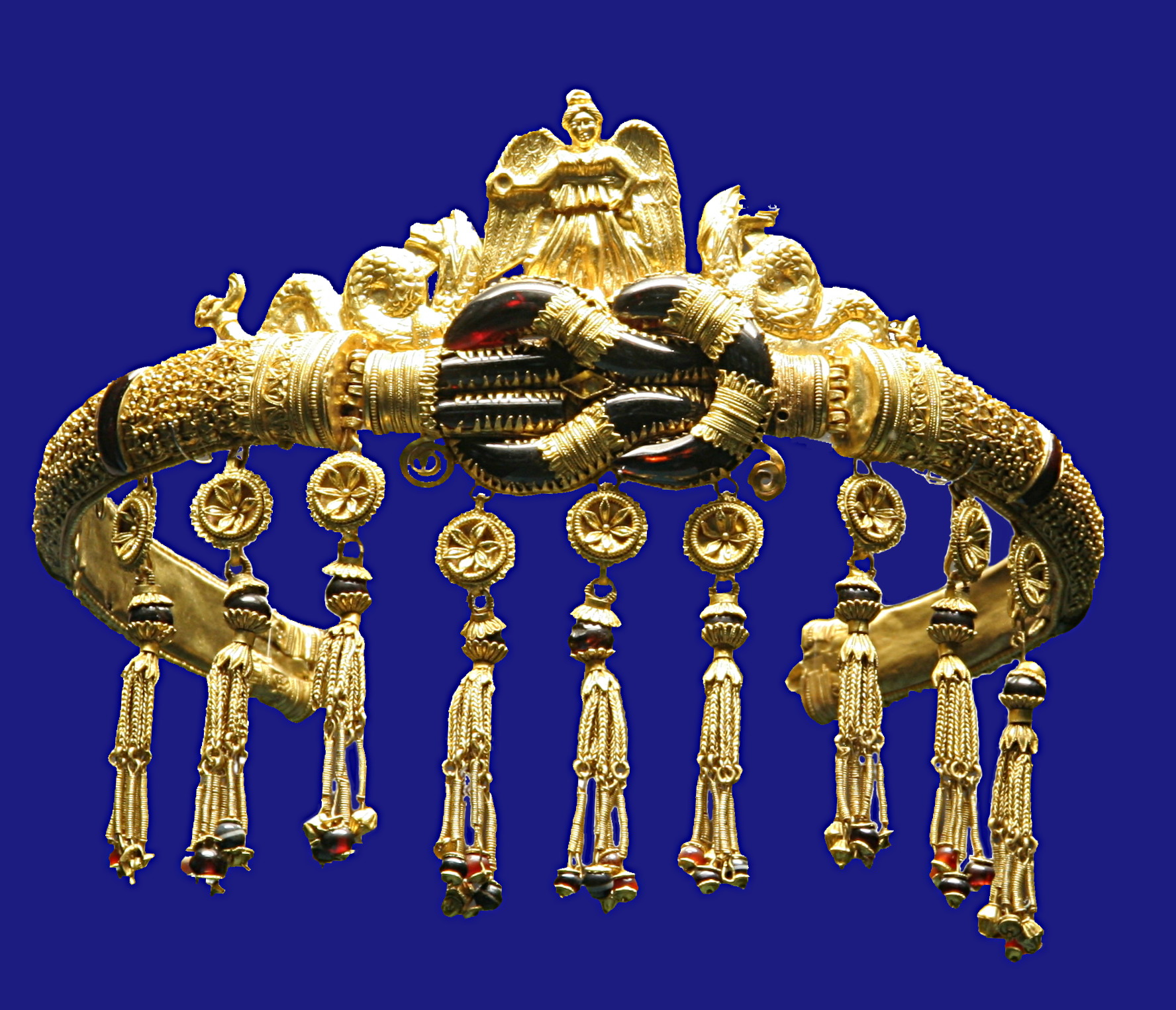
Diadem från antikens Grekland.

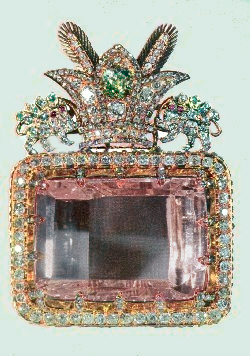
Diamanten Darya-e Noor från Iran.

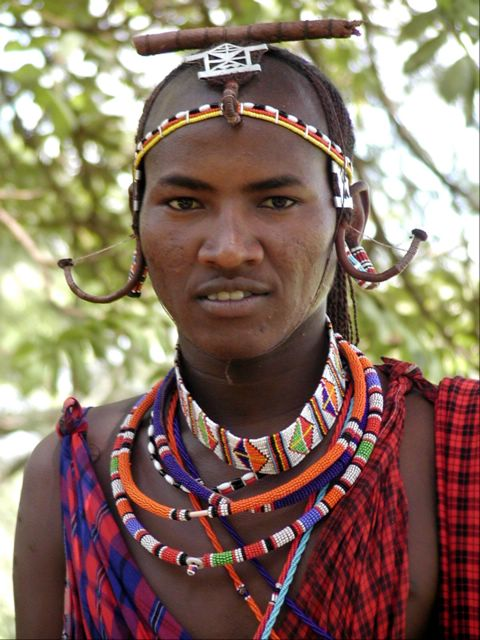
Kenyansk man med traditionella pärlsmycken.

Fingerring av guld med siluettporträtt av sex personer, 1800-talets början.

Smycken är dekorationer som bärs för att utsmycka sig, såsom broscher, fingerringar, halsband, örhängen, armringar och armband. Smycken kan bäras direkt på kroppen eller på kläder. Ädelmetaller och ädelstenar förekommer traditionellt i smycken, men även andra bestående material, dock inte förgängliga prydnader som exempelvis levande blommor. Det är en av de äldsta artefakter som arkeologer kan hitta – det äldsta smycke man känner till är 100 000-åriga pärlor tillverkade av nätsnäcka. Smyckesformer varierar mellan kulturer men är mycket långlivade; de i de europeiska kulturerna vanligaste smyckena som nämns ovan har funnits sedan forntiden, medan andra smycken för näsan eller ankeln som förekommer traditionellt i andra kulturer är mindre vanliga. Historiskt sett har Asien haft mest påverkan på smyckesdesign och stil.
Smycken kan tillverkas av en rad olika material. Ädelstenar, halvädelstenar och liknande material som bärnsten och korall, ädelmetaller, pärlor och snäckor används ofta, och emalj har varit viktigt. I de flesta kulturer uppfattas smycken som statussymboler på grund av materialets värde, smyckets hantverk och för smyckets eventuella betydelseladdade symbolik. Nära nog alla kroppsdelar finns smycken till, från hårsmycken till tåringar och till och med könsorganen. Hur man smyckar sig skiljer sig mellan könen, mellan barn och äldre och mellan kulturer, men genomgående har vuxna kvinnor världen över alltid varit de som smyckat sig mest; i det moderna Europa är mängden smycken som vuxna män bär förhållandevis blygsam också jämfört med män i andra kulturer och i andra historiska tider. Smycken som i västvärlden främst burits av män av tradition är signetringar, manschettknappar och slipsklämma.

## Etymologi och terminologi
Ordet smycke finns i alla de nordiska språken, och kan härledas till medellågtyskans smuk och tyskans Schmuck, som i allmännare bemärkelse avser prydande, kostbar och praktfull dräkt eller handlingen att smycka sig. Det danska ordet smuk betyder dock snarare 'vacker'. På svenska kan ordet hittas första gången hos Peder Swart 1558 och är sedan vanligt. Ordet är nära besläktat med ordet "smyga" vilket torde bero på att smycken som kedjor och armringar är smidiga och "smyger sig på" kroppen.
Det engelska ordet jewellery, som tycks vara inlånat från franskan, har samma rot som jewel, 'juvel', och kan spåras till sent 1300-tal, med betydelsen 'dyrbart ornament' eller 'juvelhantverk'.

## Form och funktion
Människor har använts smycken av otaliga orsaker:
- funktionella, vanligen för att hålla kläder eller hår på plats eller för att visa tiden (såsom med klockor)
- som en personlig eller social statussymbol, såsom med kungakrona eller vigselring
- som markering av tillhörighet i någon etnisk, religiös eller social grupp, såsom kors, ingenjörsring
- för att erhålla övernaturligt beskydd, såsom med amuletter[5]
- av konstnärliga eller artistiska skäl
- som bärare av personlig mening, såsom vänskapsarmband.

De flesta kulturer har använt smycken för att förvara större förmögenheter. Smycken till hemgift eller som förvar eller uppvisning av mynt har förekommit i ett flertal kulturer. Dessutom har smycken använts som valuta eller handelsvara.
Många smyckesformer, till exempel broscher och spännen, uppkom av rent funktionella orsaker men utvecklades till dekorationer varvid deras praktiska roll försvann eller minskade.
Smycken kan också symbolisera medlemskap i grupp som i fallet med det kristna krucifixet eller judiska Davidsstjärnan, eller status som med kraschaner och ordenskedjor, eller förlovnings- eller vigselringar.
Att bära amuletter och religiösa medaljonger som Mirakulösa medaljen för att erhålla beskydd är vanligt i vissa kulturer. Dessa kan ha formen av symboler såsom ankh, växter, personer, kroppsdelar (som onda ögat), glyfer eller djur.

## Material och metoder
Vid tillverkning av smycken brukar ädelstenar, mynt, eller andra värdefulla saker infattas i ädelmetall. Legering över alla metaller förekommer i smyckestillverkning. Brons till exempel var vanligt under romerska antiken. Juvelerare använder som regel guld, vitt guld, platina, palladium, titan eller silver. Nutida guldsmycken tillverkas vanligen med en guldlegering vars renhet bestäms i karat, vilken anges på smycket med en siffra som åtföljs av bokstaven K. I USA måste smycken innehålla åtminstone 10 karats renhet (41,7 % rent guld) för att säljas som guldsmycken, medan smycken i England kan innehålla 9K och säljas som guldsmycken. I Danmark och Grekland är 8K minimum. Högre karat som 22K (91,6 % rent guld) och 24K (99,9 %) anses av västerländska juvelerare vara för mjukt material för smycken. I Kina, emellertid, får dock inte renheten i smycken understiga 24K för att saluföras som guld. Platinalegering varierar från 900 (90 % renhet) till 950 (95 % renhet). Silvret som används av juvelerare är oftast sterlingsilver eller 92,5 % silver. Rostfritt stål används ibland till bijouterier.
Andra material som används regelmässigt är glas, emalj, trä, snäckor, ben och elfenben, lera och polymerbaserad modellera, med mera. Naturliga material som hampa och hår har också använts för att skapa naturliga smycken. 
Pärlor används ofta till smycken. De kan vara tillverkade av glas, metall, trä, snäckor, lera och så vidare. Pärlsmycken görs som halsband, armband, örhängen, bälten och ringar. Pärlorna kan vara stora eller små. De minsta prälorna är seedbead som kan användas till pärlbroderier eller skapa smycken med vävteknik. Pärlbroderier var mycket populärt under den viktorianska eran och har upplevt en renässans under 2000-talet. Det är också vanligt förekommande i afrikanska och indianska kulturer.
Silversmide, guldsmide och stenslipning brukar flera tekniker, däribland smide, götgjutning, lödning, svetsning,  gravering, fasettslipning, cabochon, tumling och kall-lödning.

### Diamanter
Diamantutvinning började i Indien. Plinius den äldre må ha nämnt detta, men det är något omtvistat vilken sten han syftar på när han nämner "adamas". I början av 2000-talet stod Australien, Botswana, Ryssland och Kanada för större delen av världens diamantproduktion.
De brittiska kronjuvelerna innefattar Cullinandiamanten (Afrikas stjärna) som är en del av världens största slipade diamant, på 3,10675 carat (621,35 g)
Numera är diamanten populär i förlovningsringar, ett bruk som kan spåras tillbaka till bröllopet mellan Maximilian I och Maria av Burgund 1477.

### Övriga ädelstenar
Många ädelstenar och halvädelstenar används till smycken. Bland dessa finns:

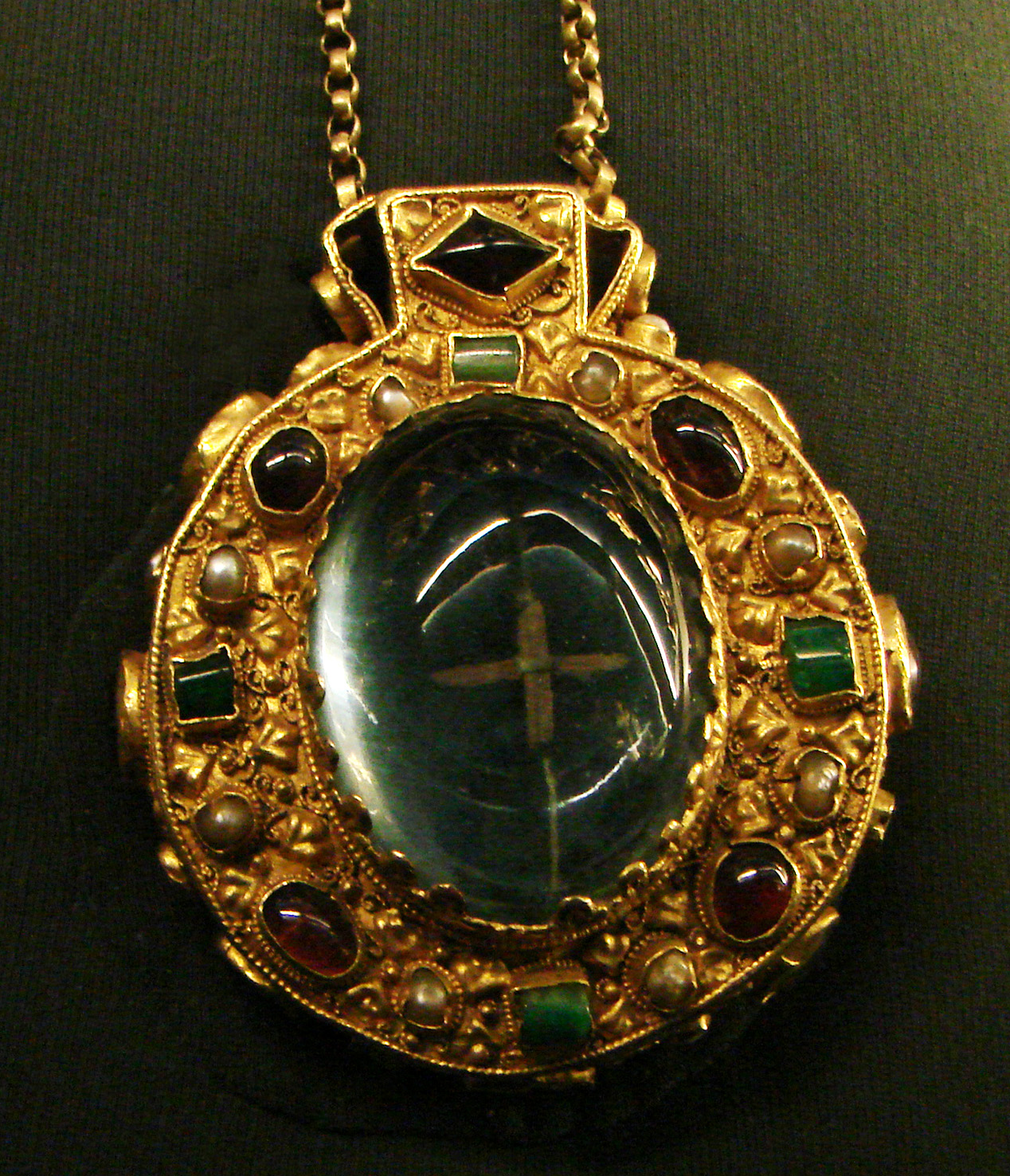
Karl den stores talisman.

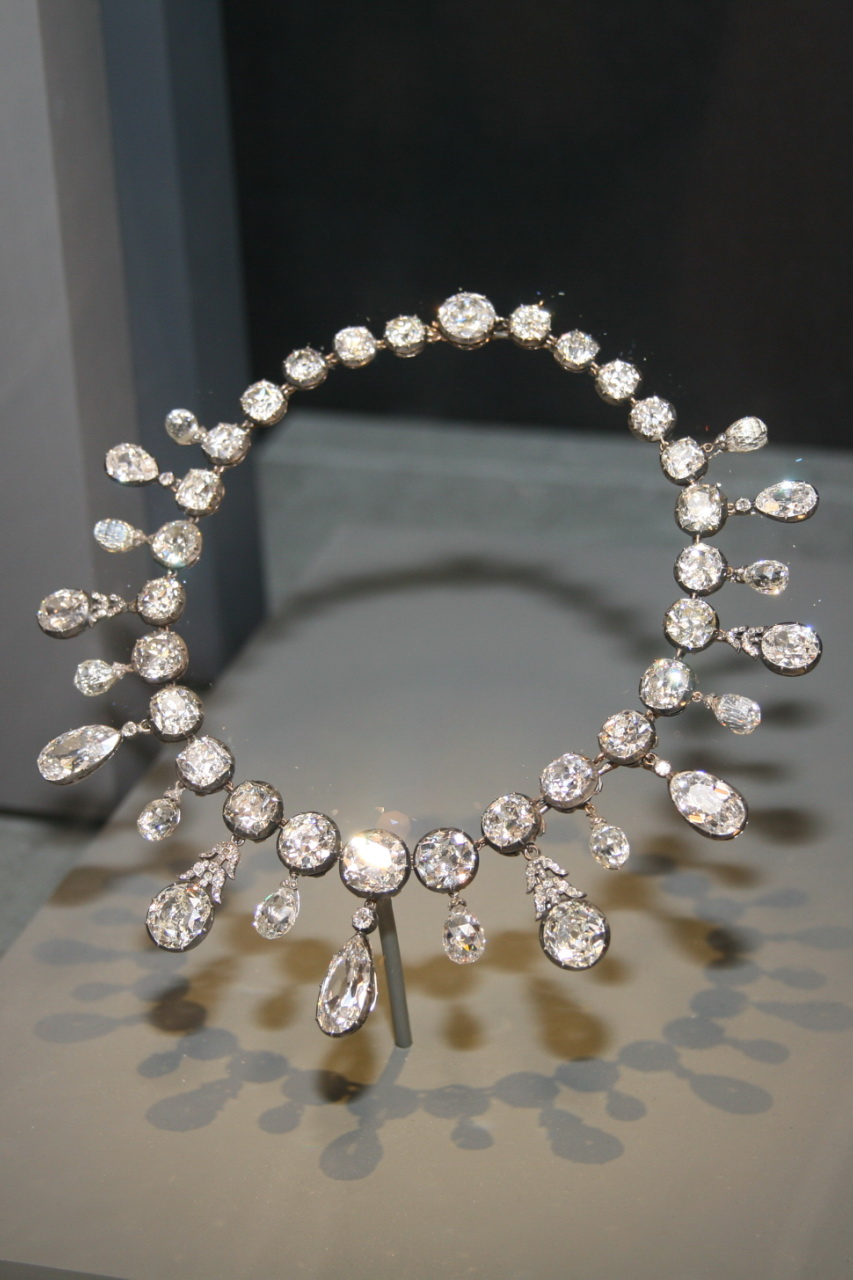
Diamanthalsband som utfördes på beställning av Napoleon Bonaparte.

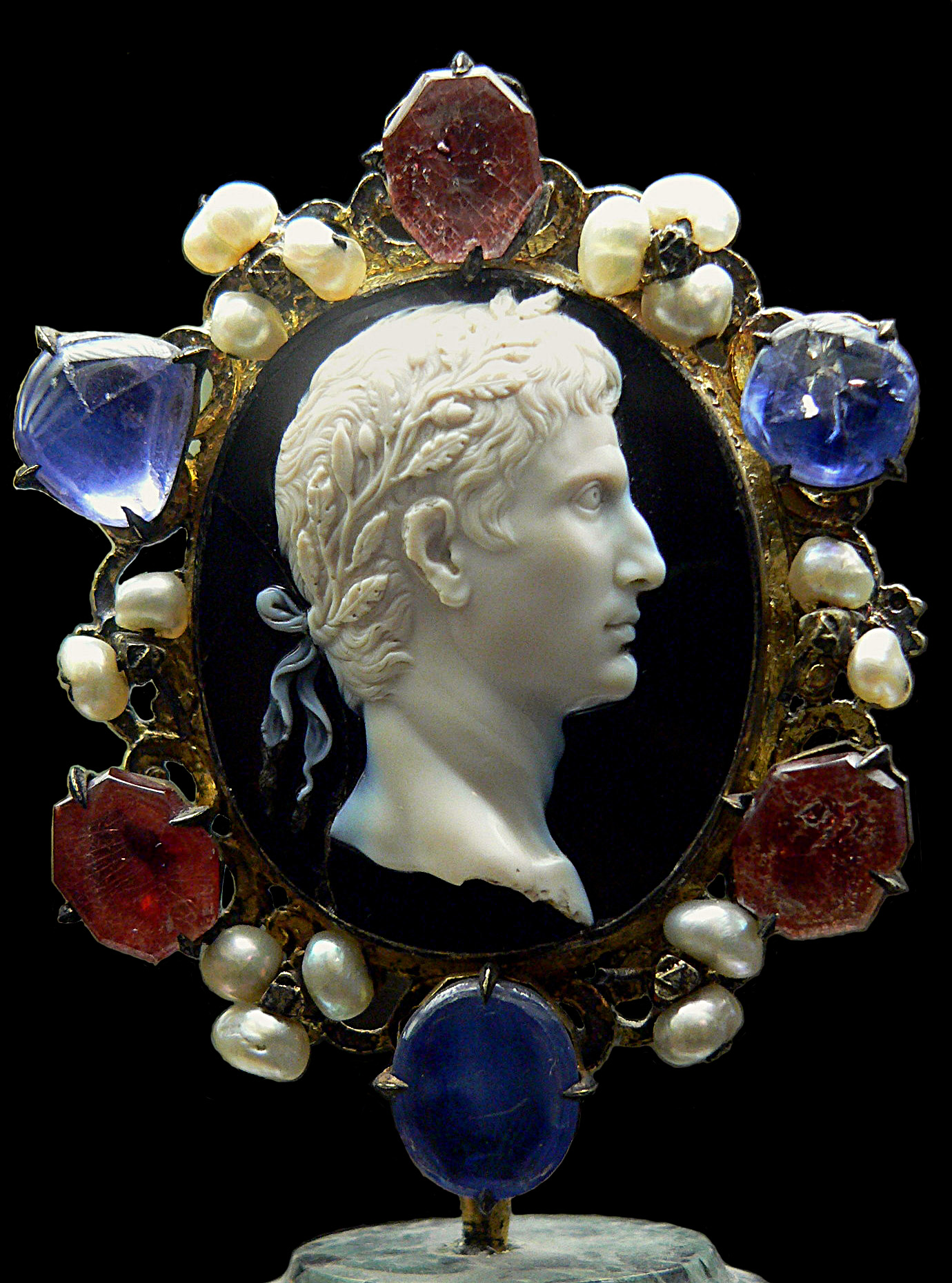
Kamé som föreställer kejsar Augustus.

Bärnstenen forntida organisk ädelsten som är bildad av kåda som hårdnat under årens lopp. Stenen måste vara åtminstone en miljon år för att definieras som bärnsten, och vissa bärnstenar kan vara bortåt 120 miljoner år.
Ametisthar historiskt sett varit den mest eftertraktade ädelstenen från kvartsfamiljen. Den uppskattas för sin purpurfärg som kan variera från ljus till mörk.
Smaragdär en av de tre huvudsakliga ädelstenarna (samman med rubiner och safirer) och är känd för sin gröna till blågröna färg. De har uppskattats genom historien och vissa historiker gör gällande att egypterna utvann smaragder från gruvor så tidigt som 3500 f.Kr.
Jadeär mest förknippad med färgen grön men kan ha en rad andra färger. Jade är starkt kopplad till den asiatiska kulturen, historien och traditionen, och benämns ibland "himmelsstenen".
Jaspistillhör familjen kalcedon och säljs i många olika färger. Jaspis kan därför ofta uppkomma i unika och intressanta mönster i stenen. Bildjaspis kallas ett slags jaspis som vanligen varierar i beige och brunt och skiftningar i färgen som ger olika mönster.
Kvartsär en familj stenar som utgörs av kristaller i flertaliga färger och storlekar. Bland de mer berömda kvartsen är rosenkvarts, rökkvarts, ametist, citrin och bergkristall.
Rubinär kända för deras intensivt röda färg och är en av de mest värdefulla ädelstenarna. Rubiner har varit eftertraktade i tusentals år. Ordet för rubin på sanskrit är ratnaraj, vilket betyder 'kungen av ädelstenar'.
Safirden mest populära färgen är djupblå, men den finns i alla färger utom röd. Safirer har så kallade silkesfibrer som kan bilda stjärnmönster, så kallad stjärnsafir.
Turkosfinns bara på ett fåtal platser i världen, och största delen av världens turkosproduktion sker i sydvästra USA. Stenen uppskattas för sin färg (som vanligen går mellan intensivt mellanblå till grönblå) och sin antika historia. En del turkoser infattar mörkbruna ränder vilka kontratserar mot stenens färg.
Vissa ädelstenar (som äkta pärlor, koraller och bärnsten) klassificeras som organiska, vilket betyder att de tillverkas av levande organismer. Andra är oorganiska, vilket betyder att de vanligen består av mineral.
Det finns ädelstenar, som exempelvis ametister, som sjunkit i värde allt medan metoder att utvinna och möjligheten att sälja dem förbättrats. Ibland kan syntetiska ädelstenar fungera som ersättningar till naturliga, som är fallet med kubisk zirkonia som kan användas i stället för diamanter.

### Ytbehandling av metaller

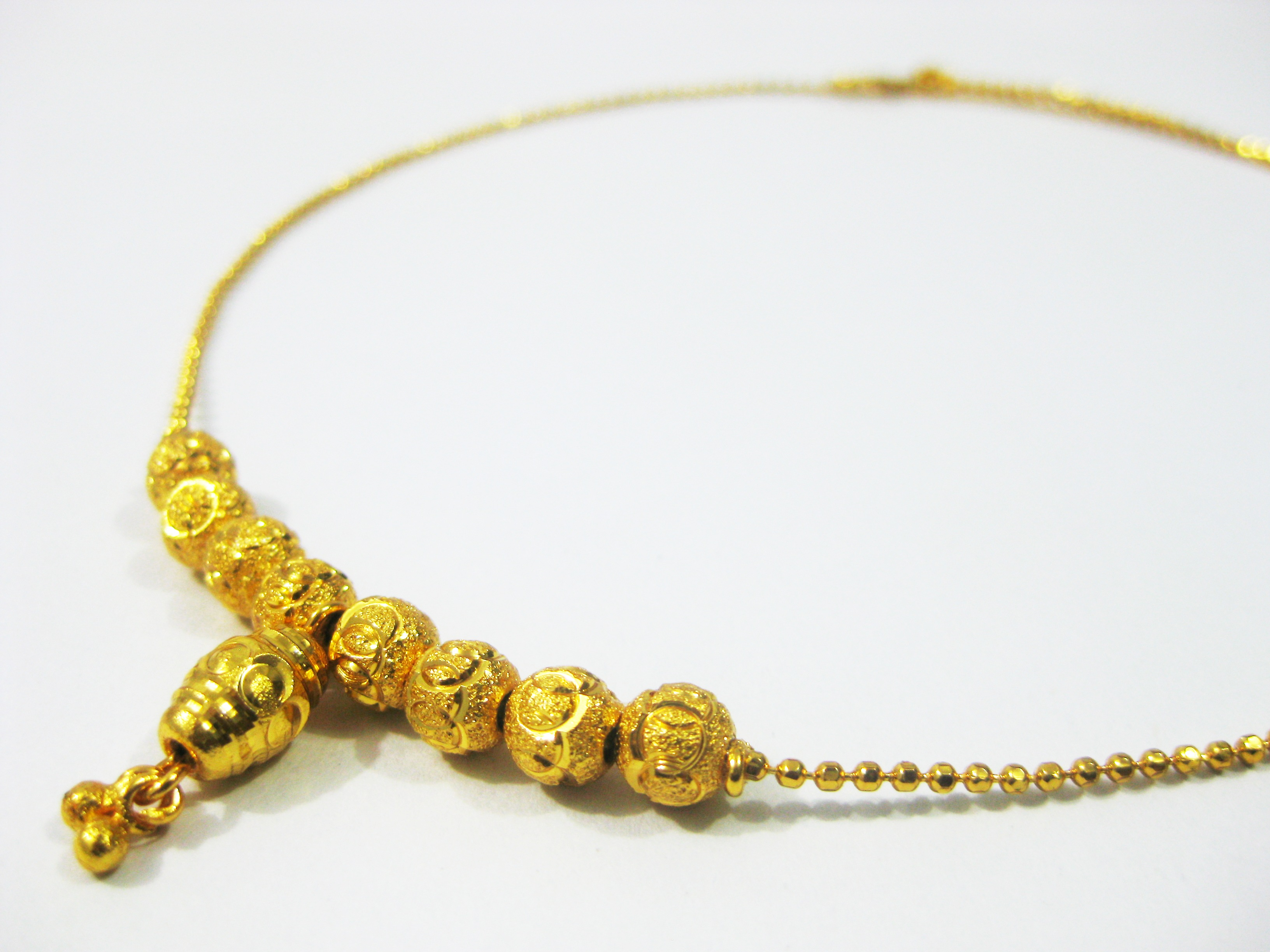
Ett exempel på guldpläterat smycke.

Det finns flera tekniker att behandla ytan av platina, guld och silver med. De vanligaste är högpolering, satin/matt, borstad metall, och att hamra. Högpolerade smycken är vanligast, och ger metallen en starkt reflekterande, glänsande yta. Satin eller matt yta ger smycket mindre reflekterande yta och används för att behandla ädelstenar som diamanter. Borstad yta ger smycket en textuerad yta och erhålls genom att borsta materialet mot ett annat (liknande sandpapperteknik) vilket ger ytan borstmärken. Hamrad yta skapas genom att slå en rundad hammare på smycket vilket ger det en vågformad yta.
Vissa smycken är pläterade för att åstadkomma glans eller för att ge det en viss färg. Smycken av sterlingsilver kan pläteras med ett tunt lager 99-procentigt silver (vilket kallas flashing) eller kan pläteras med rodium eller guld. Vanligare metaller kan pläteras med silver, guld eller rodium för att göra ytan vackrare.

## Samhällspåverkan

Signetring i guld och ametist med Lilla Brahevapnet. Skoklosters slott.

Smycken har brukats för att markera status. Under romerska antiken fick bara personer av viss rang bära ringar, överflödsförordningar styrde senare vilka som fick bära smycken av olika slag. Också detta innebar att smycken visade på personers offentliga rang. Kulturella konventioner och oskrivna regler har dessutom spelat en avgörande roll. Det har exempelvis i tider ansetts vara feminint i västvärlden när män använt örhängen. I samtiden har kroppsbesmyckningar som piercing visat på mod och tolerans i vissa kretsar men avfärdats av andra. Hiphop-kulturen har populariserat slangordet bling-bling som åsyftar iögonfallande smycken som kan bäras av båda könen.
I motsats till denna utveckling försökte smyckesindustrin förgäves lansera förlovnings- och vigselringar för män under 1900-talet,vilket bara delvis slagit an. Försöket gick så långt som att tillgripa historieförfalskning och hävda att bruket skulle ha haft medeltida rötter. 85 % av alla vigslar i USA mot slutet av 1940-talet förrättades med varsin vigselring till brudparet, en siffra som låg på 15 % på 1920-talet.

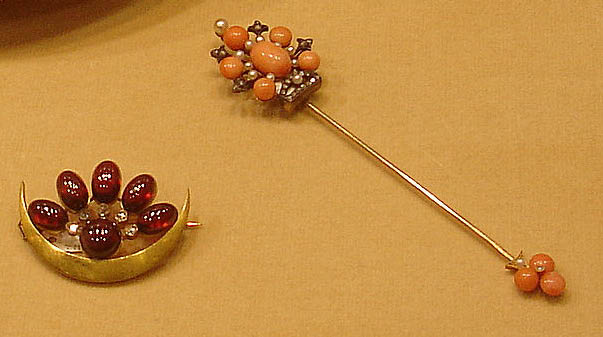
Slips- eller kravattnålar.

Religion utövar ett samhällsinflytande som påverkar konventioner omkring att bära smycken. Inom islam anses det vara haram (tabu) för en man att bära guld och kvinnor avråds från att bära annat än örhängen, och många religioner har utfärdat förordningar mot överflöd. För kristna finns stycken i Nya Testamentet där Paulus och Petrus avråder från att bära guld (se även Uppenbarelseboken kapitel 17).

## Historia
Smyckenas historia är lång och olikartad i olika kulturer. Det har funnits smycken i tusentals år, och lämningar av sådana har försett nutiden med kunskaper om hur samhällena under forntiden fungerade. 

### Forntiden
De första beläggen för smycken kommer från Afrika. Genomborrade pärlor av snäckor har återfunnits i Blombosgrottan som bedöms vara 75 000 år gamla. Pärlor från Enkapune Ya Muto, Kenya, tillverkade av strutsägg, uppskattas vara 40 000 år. Från ungefär samma tid i Ryssland finns ett stenarmband och en marmorring, som torde vara tillverkade av Denisovamänniskan.
Den tidiga europeiska homo sapiens hade enkla halsband och armband av ben, tänder, bär och stenar som var uppträdda på djursenor, samt täljda ben som användes för att hålla ihop kläder. I vissa fall var smyckena dekorerade med snäckor eller pärlemor. I södra Ryssland har man hittat täljda mammutbetar. Venus från Hohle Fels har en perforering längst upp vilket antyder att det användes som hängsmycke.
För omkring 7000 år sedan finns spår av de tidigast kända kopparsmyckena. 2012 avslöjade Fornhistoriska museet i Niederösterreich att de hittat en grav som tillhörde en kvinnlig smyckestillverkare, något som utmanade arkeologer att omvärdera synen på könsroller under forntiden, eftersom man tidigare antagit att smyckestillverkning uteslutande utförts av män.

#### Egypten

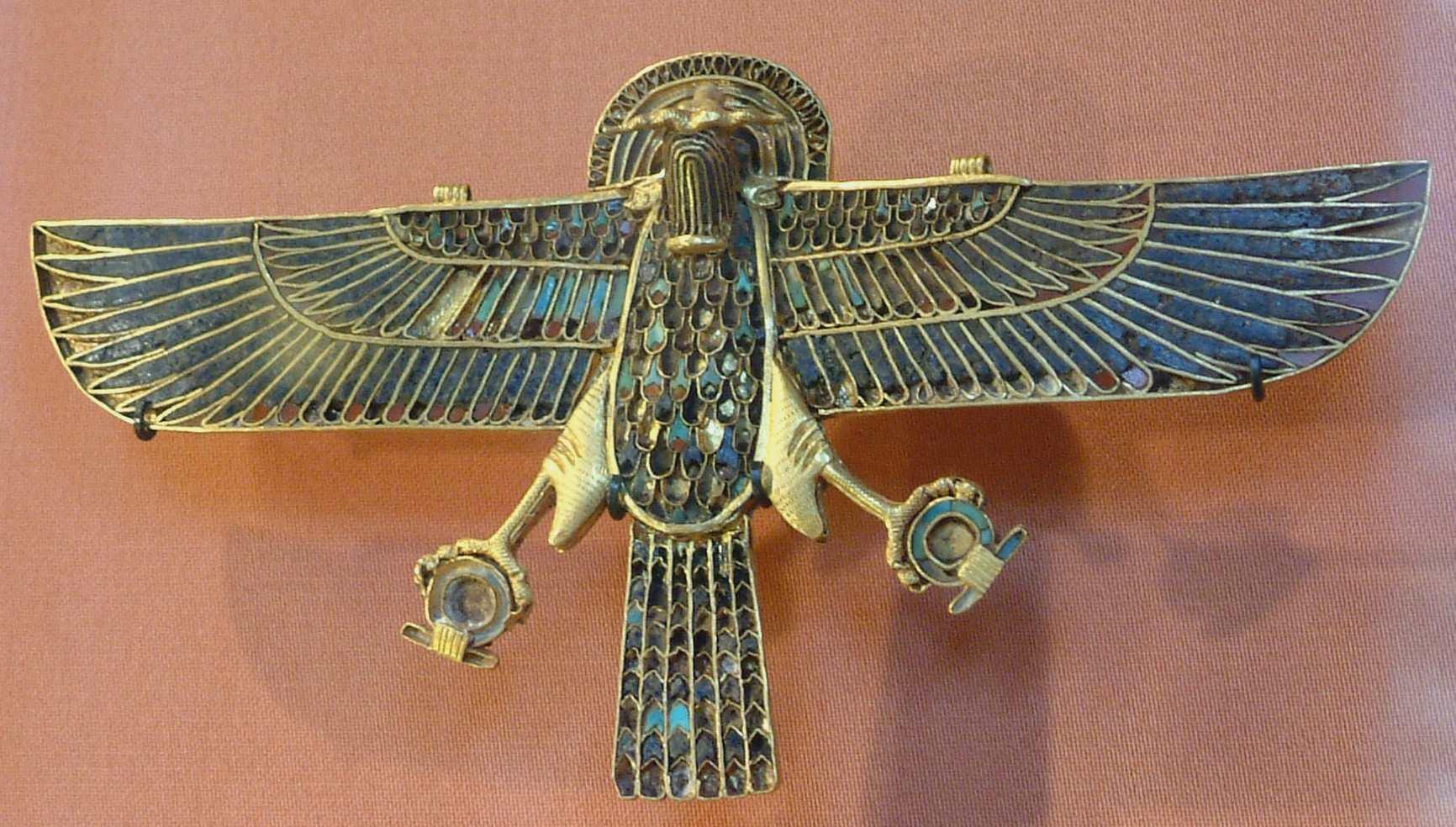
Egyptisk amulett som hängsmycke från 1254 f.Kr, tillverkad av guld, lapis lazuli, turkos och karneol.

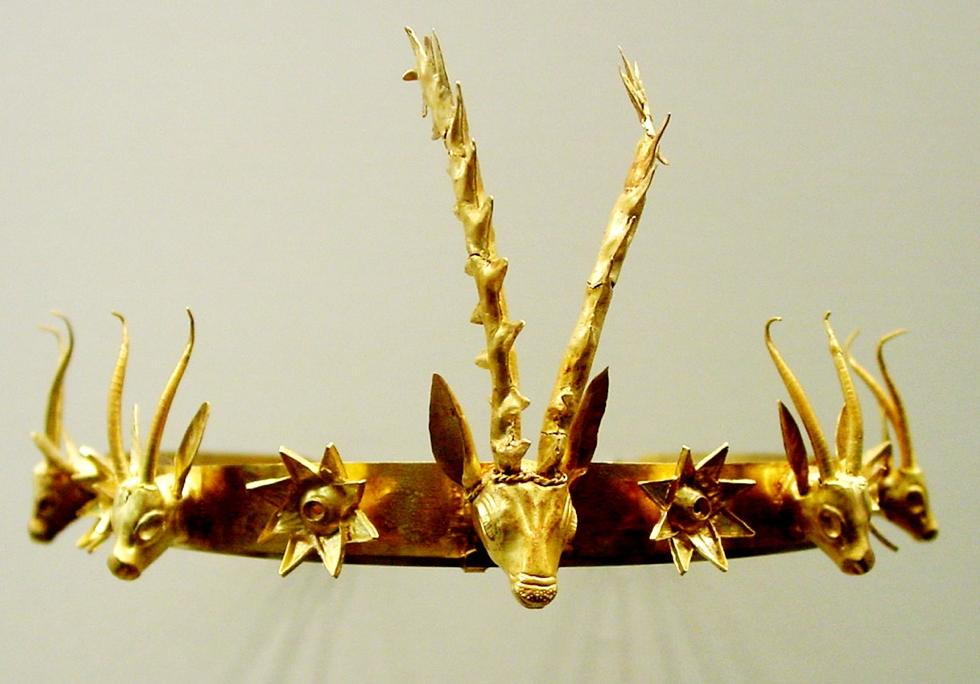
En prinsesskrona från Egyptens artonde dynasti.

Det äldsta belägget för en industrialiserad smyckestillverkning finns från forntidens Egypten, 3000-5000 år tillbaka. Egypterna hade en förkärlek till guld framför andra metaller, eftersom den var exklusiv, ovanlig och lättarbetad. Redan före dynastiernas tid började smycken symbolisera makt och religiös överhöghet i samhället. Smycken bars förvisso av de framstående och förmögna egypterna under deras levnad, men också av de döda och smycken ingår ofta i deras gravgods.
Vid sidan av guldsmycken använde egypterna färgat glas och halvädelstenar. Smyckenas färg hade betydelse. Grön symboliserade fertilitet. Lapis lazuli och silver var man tvungen att importera från andra länder.
Det finns tydlig påverkan från egyptisk design på smycken från Fenicien. Eftersom det också finns påverkan från turkisk design på smycken från Persiska riket, kan man anta med tämligen god säkerhet att det under samma tid var en omfattande handel mellan länderna i området. Kvinnor använde rikt utsirade guld- och silversmycken vid ceremonier.

### Europa och Mellanöstern

#### Mesopotamien

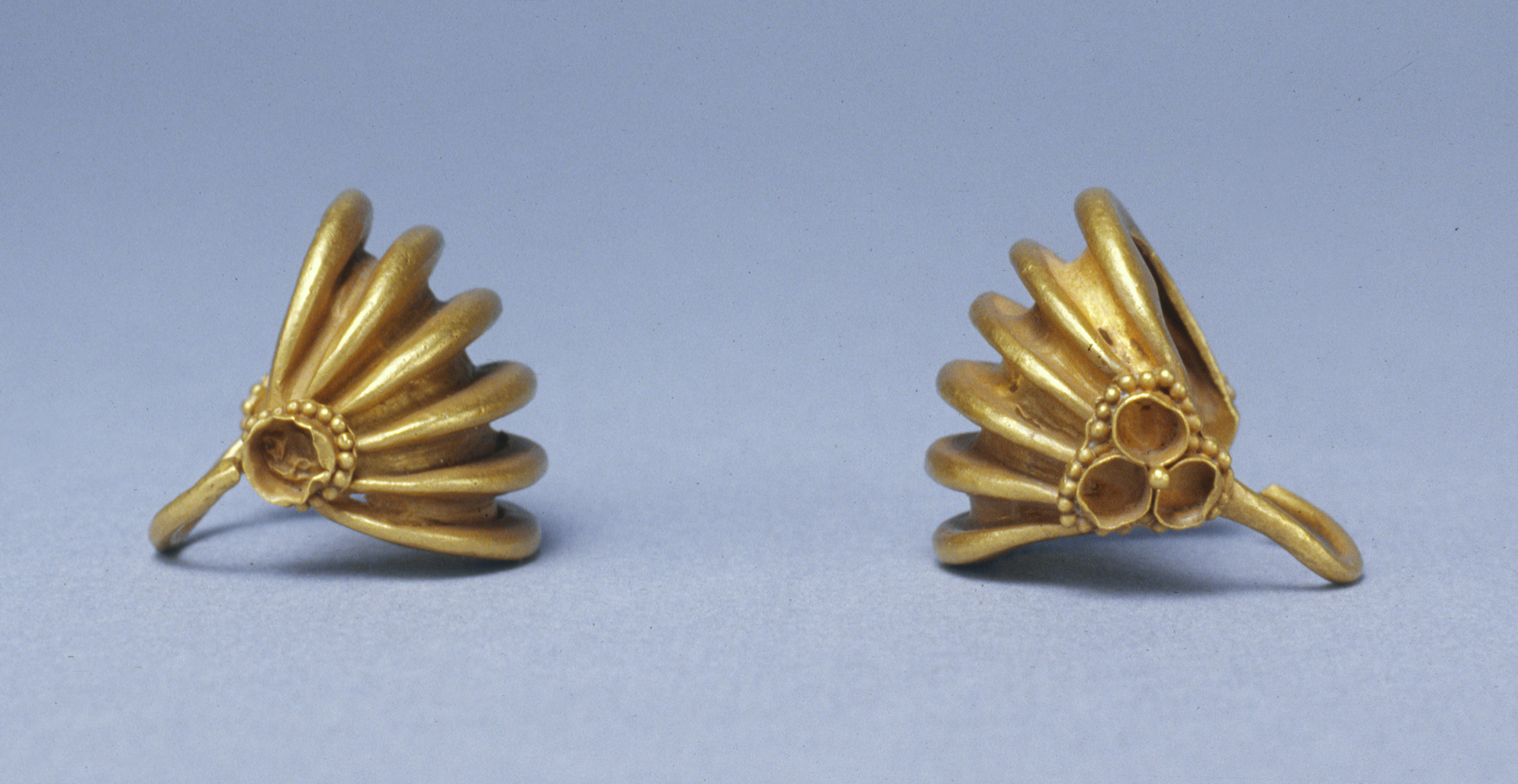
Smycken för håret från Mesopotamien, omkring 2000 f.Kr, dekorerad med granulation och cloisonné. Walters Art Museum.

För ungefär 5000 år sedan hade smyckestillverkning blivit ett betydelsefullt hantverk i Mesopotamiens städer. Det tydligaste arkeologiska beviset för detta kommer från kungliga gravplatsen i Ur, där hundratals gravar från 2900-2300 f.Kr. har utforskats; gravar som den som tillhör Pu-Abi innehöll en mångfald artefakter av guld, silver, och halvädelstenar som lapis lazuli, rikt dekorerade med figuriner i guld, tätt åtsittande kraghalsband och pins med juveler. I Assyrien bar både män och kvinnor stora mängder smycken, såsom amuletter, fotkedjor, tunga flerradiga halsband och cylinderformade sigill.
Smycken från Mesopotamien tenderar att vara tillverkade av bladguld och infattade ett flertal starkt kolorerade stenar (vanligen agat, lapis, jaspis och karneol). Populära former var löv, spiraler, koner och vindruvsklasar. Smyckestillverkare skapade föremål för såväl mänskligt bruk som till statyer och gudabilder. De använde en rad olika och sofistikerade tekniker i metallarbetet, såsom cloisonné, gravering, granulation och filigran.
Det finns utförliga och detaljerade bevarade källor efter arkeologiska utgrävningar hela Mesopotamien som nämner handel och hantverk av smycken. En handling från kungliga arkiven i Mari, Syrien uppräknar och beskriver flera slags smycken.

#### Grekland

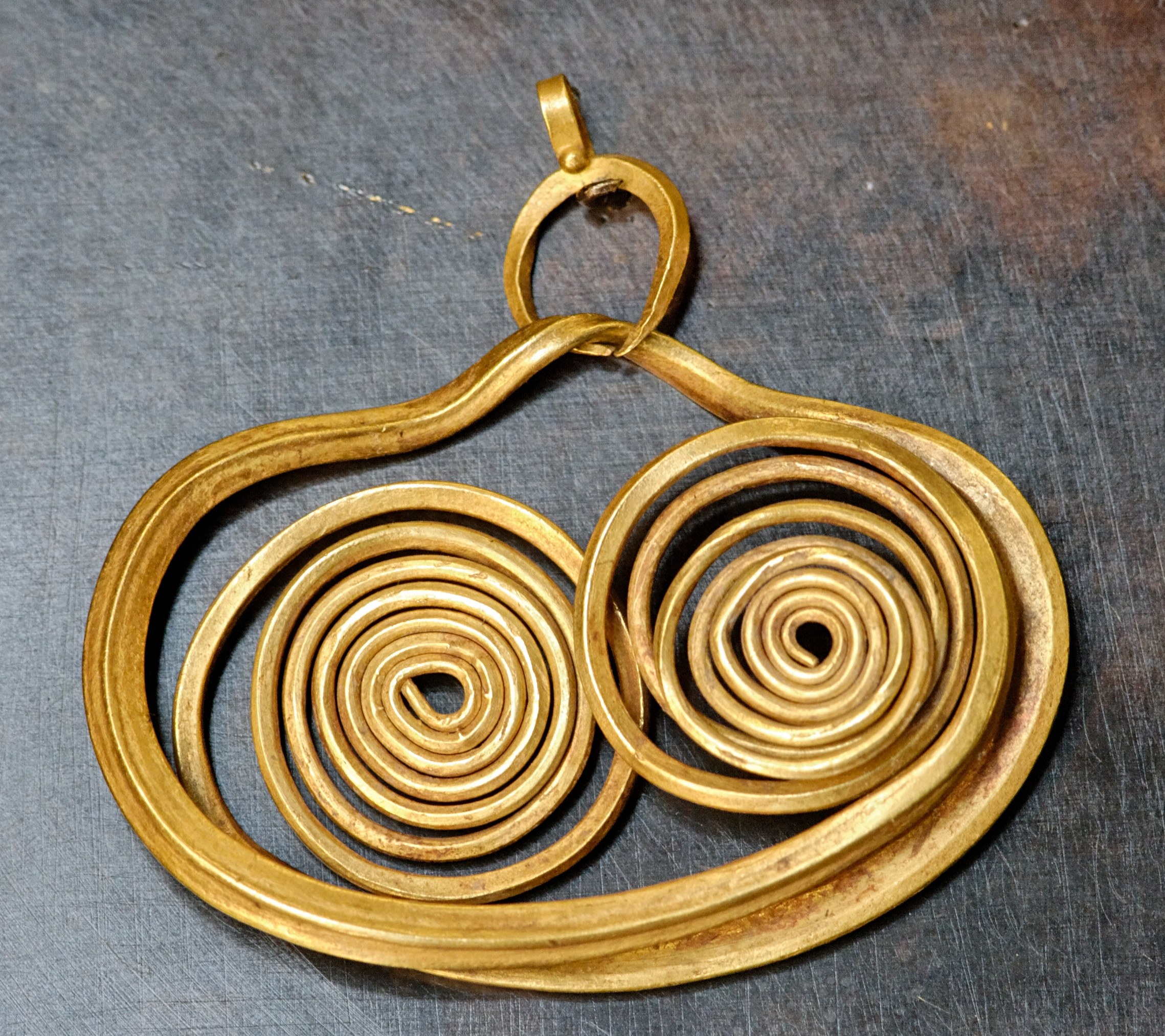
Guldörhängen från Mykene, sextonde århundradet f.Kr.

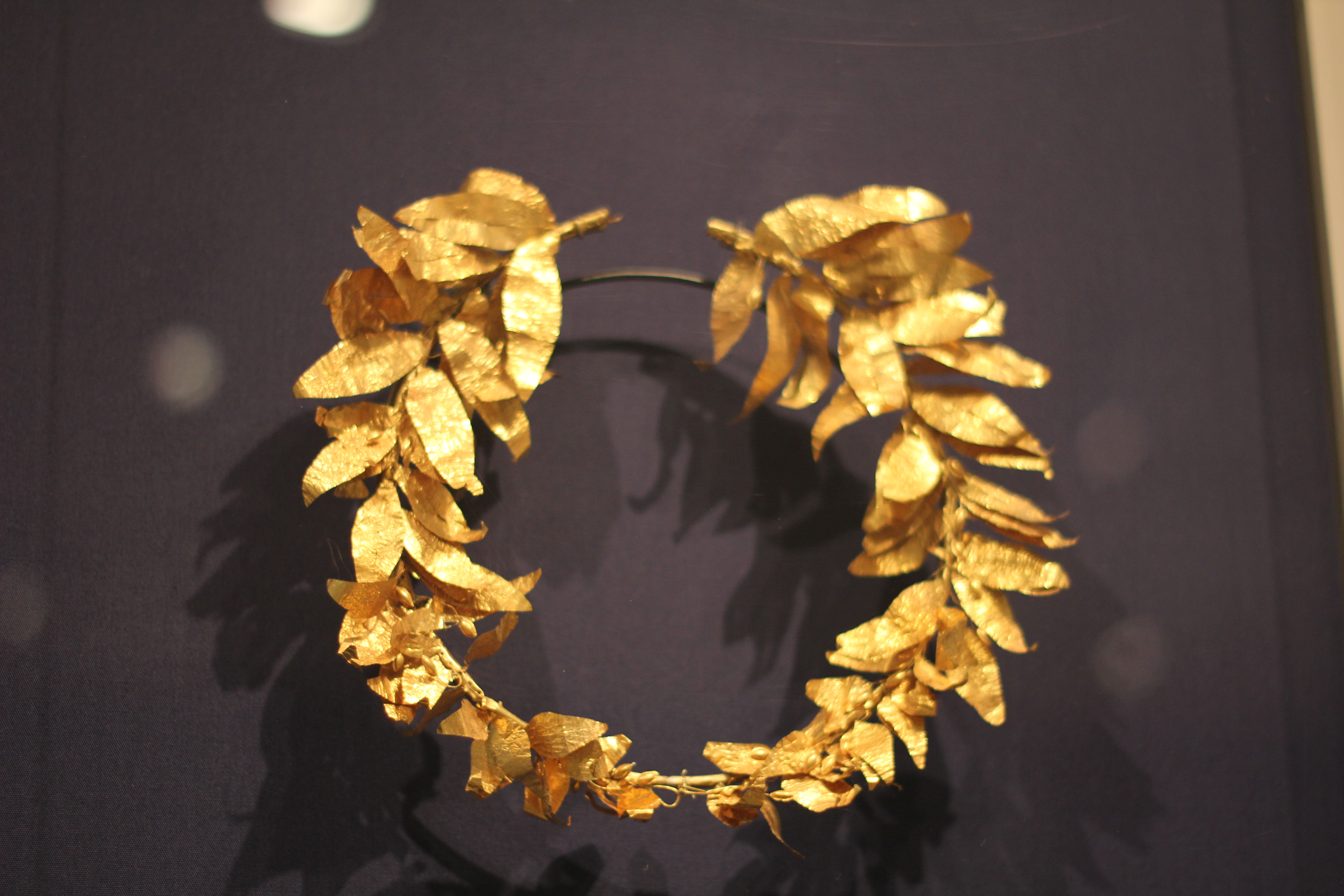
Guldkrans.

Grekerna började använda guld och ädelstenar till smycken på 1600-talet f.Kr. men pärlor av snäckor och delar av  djurkroppar tillverkades utbrett långt innan dess. Omkring 1500 f.Kr. var de viktigaste teknikerna gjutning, spiralvridning av stänger, och infattning av stenar med metalltrådar. Många av dessa avancerade teknikerna var populära under Mykenska kulturen men dessvärre gick dessa hantverkskunskaper förlorade mot slutet av bronsåldern. Utformningen av smycken i antikens Grekland, såsom armringen, broschen och pins, har dock varierat avsevärt under bronsåldern också. Ett talande exempel på den höga kvaliteten i hantverket är den gyllene olivträdskransen (kotinos) från fjärde århundradet f.Kr. som har densamma form som de kransar som gavs som pris till vinnarna i atletiska tävlingar som olympiska spelen. Smycken som tillverkats mellan 600 och 475 f.Kr. är inte särskilt välrepresenterade i arkeologiska samlingar, men från tiden efter Persiska krigen finns mer omfattande samlingar smycken. Armband dekorerade med orm- och andra djurhuvuden är särdeles vanliga. Sådana armband förbrukade en hel del metall, och många är utförda i brons. Runt 300 f.Kr. hade grekerna lärt sig tekniken att använda färgade stenar till smycken, däribland ametist, äkta pärlor och smaragd. De första exemplen med kaméer uppkommer, vilka av greker tillverkades av indisk sardonyx, vilket är en vågstrimmig agat i brunrosa och cremefärg. Kännetecknande för de grekiska smyckena är att de var enklare i utformningen än övriga kulturers. Medan tiden gick blev emellertid designen mera komplicerad och olika material började användas.

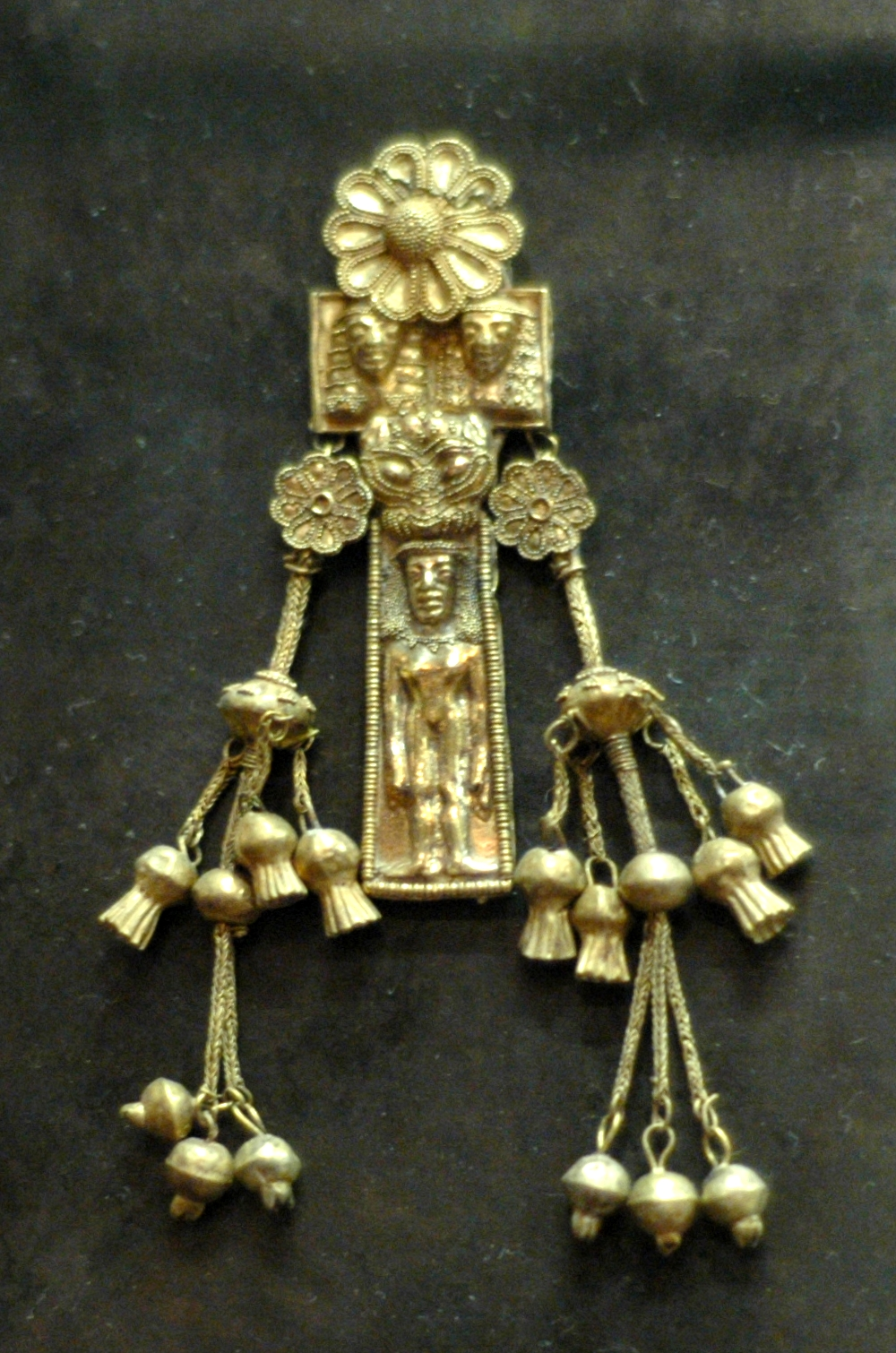
Hängsmycke med naken kvinna, från Rhodos, omkring 630-620 f.Kr.

Det var sällan som smycken verkligen användes i Grekland. Vanligen brukades de endast vid offentliga framställningar eller vid speciella sammankomster. Det var en traditionell gåva, och i synnerhet kvinnor bar smyckena och då för att förevisa sin förmögenhet, samhällsposition och skönhet. Smyckena förmenades skänka bäraren beskydd mot exempelvis onda ögat eller förse bäraren med övernaturliga krafter, alternativt någon annan religiös symbolisk betydelse. De äldsta smyckena synes ha varit tillägnade gudarna.
Det fanns huvudsakligen två metoder: att gjuta sakerna eller att hamra ut dem från plåtar. Endast ett fåtal gjutna smycken har påträffats. Dessa har tillverkats i gjutformar av stenar eller lera i två halvor som sedan löddes fast men med vax i mitten, en teknik som började användas mot slutet av bronsåldern. Den vanligare tekniken var att hamra plåtar som sammanfogades med vax eller vätska emellan. Ytan kunde sedan stämplas eller graveras med motiv. Sist kunde smyckena förses med små hål eller små gropar fyllas med glas.
Grekerna hämtade mycket inspiration till smyckena från andra delar av världen, som Asien, när Alexander den store besegrade dessa. I äldre design finns påverkan från övriga Europa. När romarna erövrade Grekland märktes inte till en början någon influens på smyckena. Men omkring 27 f.Kr. var den grekiska designen starkt influerad av romarna. Därmed inte sagt att den inhemska smyckesdesignen slutade utvecklas. Flera polykroma hängsmycken i form av fjärilar på rävsvanskedjor från första århundradet e.Kr. har återfunnits i Olbia, men på andra platser bara i ett fåtal exemplar.

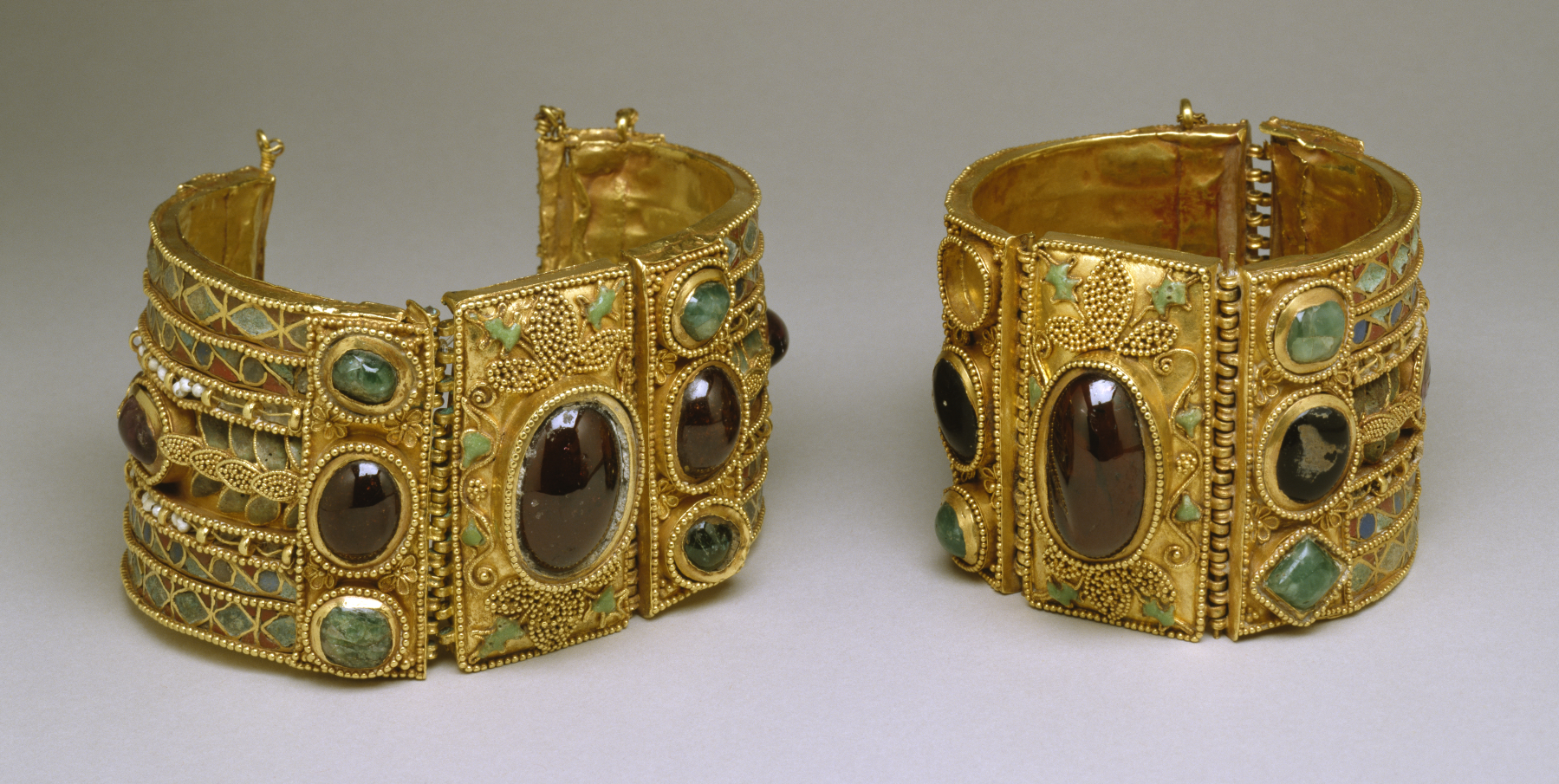
Dessa hellenistiska smycken från första århundradet f.Kr. visar påverkan från Öst. Walters Art Museum, Baltimore.

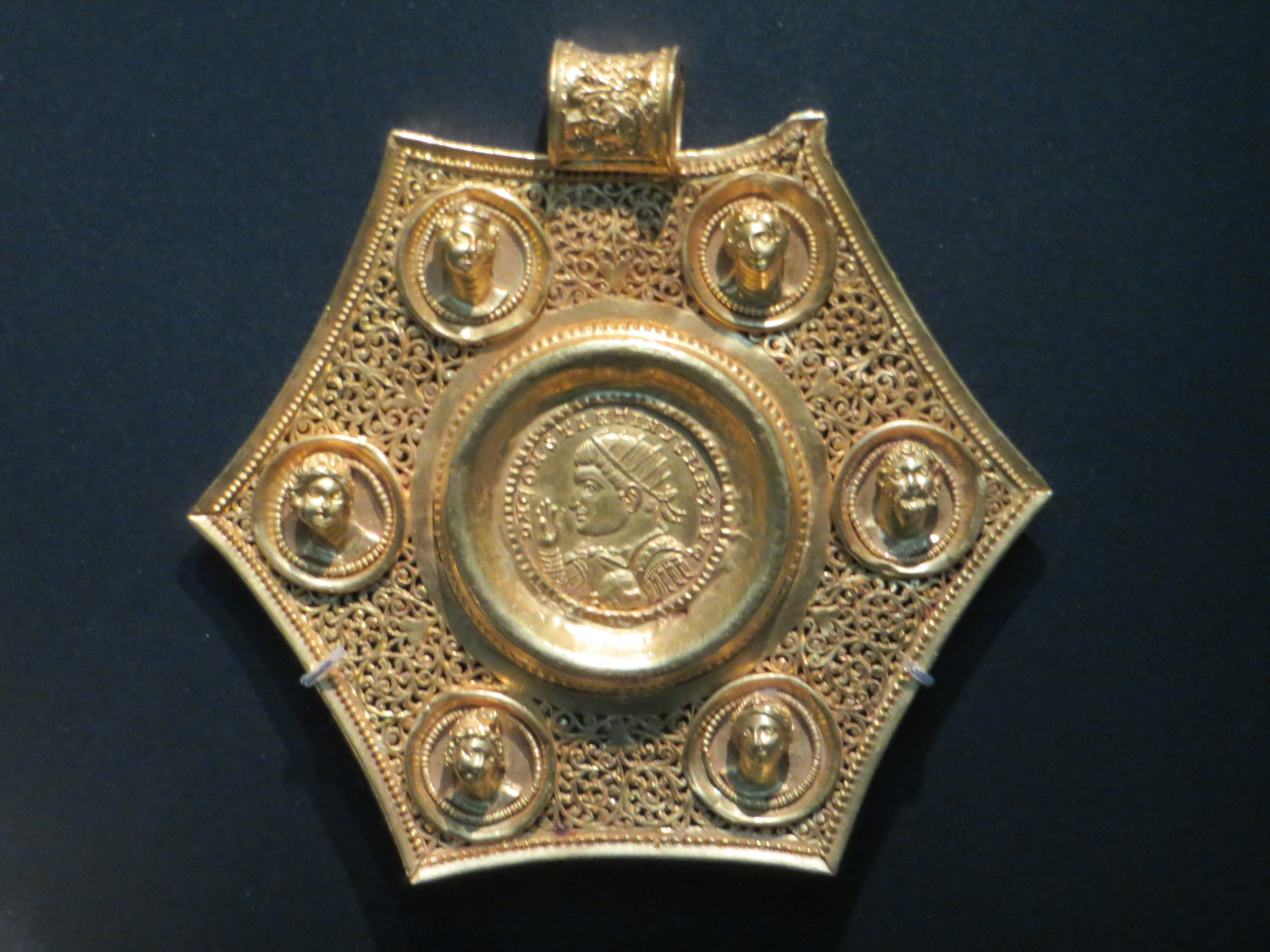
Hexagonalt guldsmycke med dubbel solidus av Konstantin den store, ett av fyra set från 321 e.Kr. (British Museum)

#### Rom

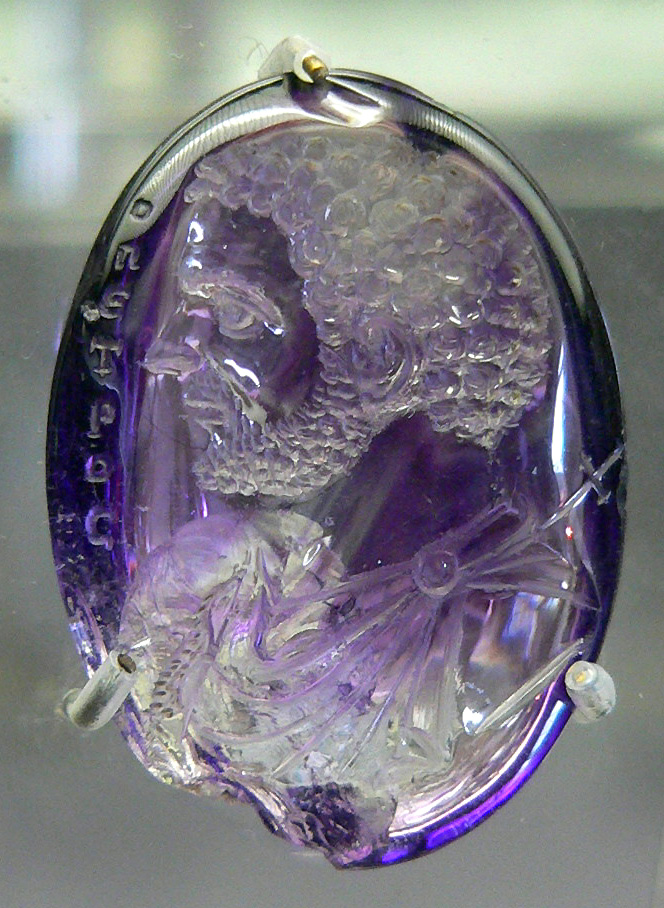
Romersk ametist med gem, c. 212 e.Kr; senare uppfattad som föreställande Petrus.

Fastän smycken var enormt skiftande i äldre tider, vilket i synnerhet gäller barbarstammar som kelterna, när romarna besegrade större delen av Europa, förändrades smyckena allt medan små grupper utvecklade de romerska utformningarna. Den vanligaste artefakten från tidig romartid är broschen som användes för att hålla samman kläder. Romarna använde flera olika material till sina smycken, beroende på tillgång. De använde visserligen guld, men också brons och ben, och under äldre tid glaspärlor och äkta pärlor. Så tidigt som för 2000 år sedan importerade de safirer från Sri Lanka, diamanter från Indien, samt bärnsten och smaragd från andra delar av världen och vilka de tillverkade smycken av. Sedan de besegrat England använde de beckkol (ett slags fossilt trä) därifrån vilket täljdes till smyckesdelar. De äldre italienarna använde råguld för att tillverka spännen, halsband, örhängen och armband. De tillverkade också större hängsmycken som man kunde fylla med parfym.
I likhet med grekerna var romarnas syfte med smyckena att skydda sig mot det onda ögat från andra folk. Fastän kvinnorna var de huvudsakliga bärarna av de smycken som tillverkades, förekom det att männen bar ringar även om det också fanns många män som var osmyckade. Ringar för såväl män som kvinnor hade ofta infattade graverade stenar, så kallade gem, som tillsammans med vax användes för att besegla dokument, ett förfarande som levde kvar intill medeltiden när monarker och adliga använde samma metod i samma syfte. Efter att Romerska imperiet föll upptog grannländer och grannfolk romarnas smyckeskultur.

#### Medeltiden

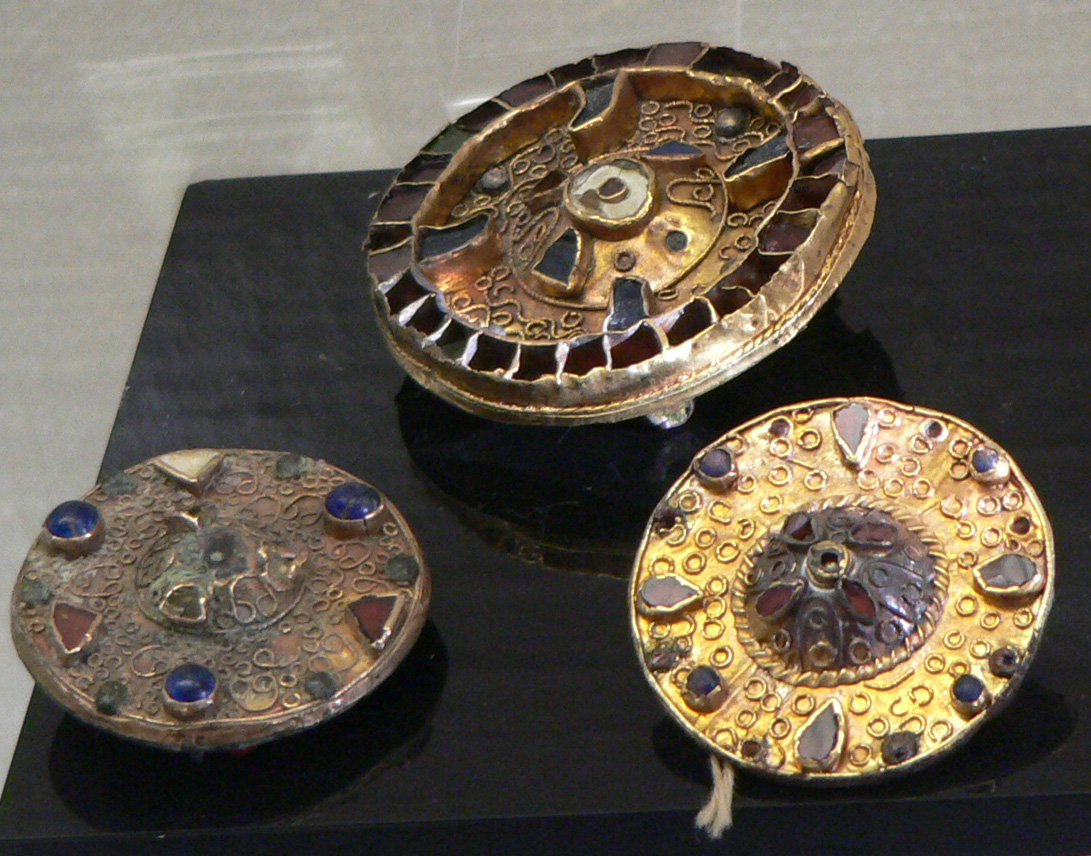
Merovingiansk fibulae, Bibliothèque nationale de France.

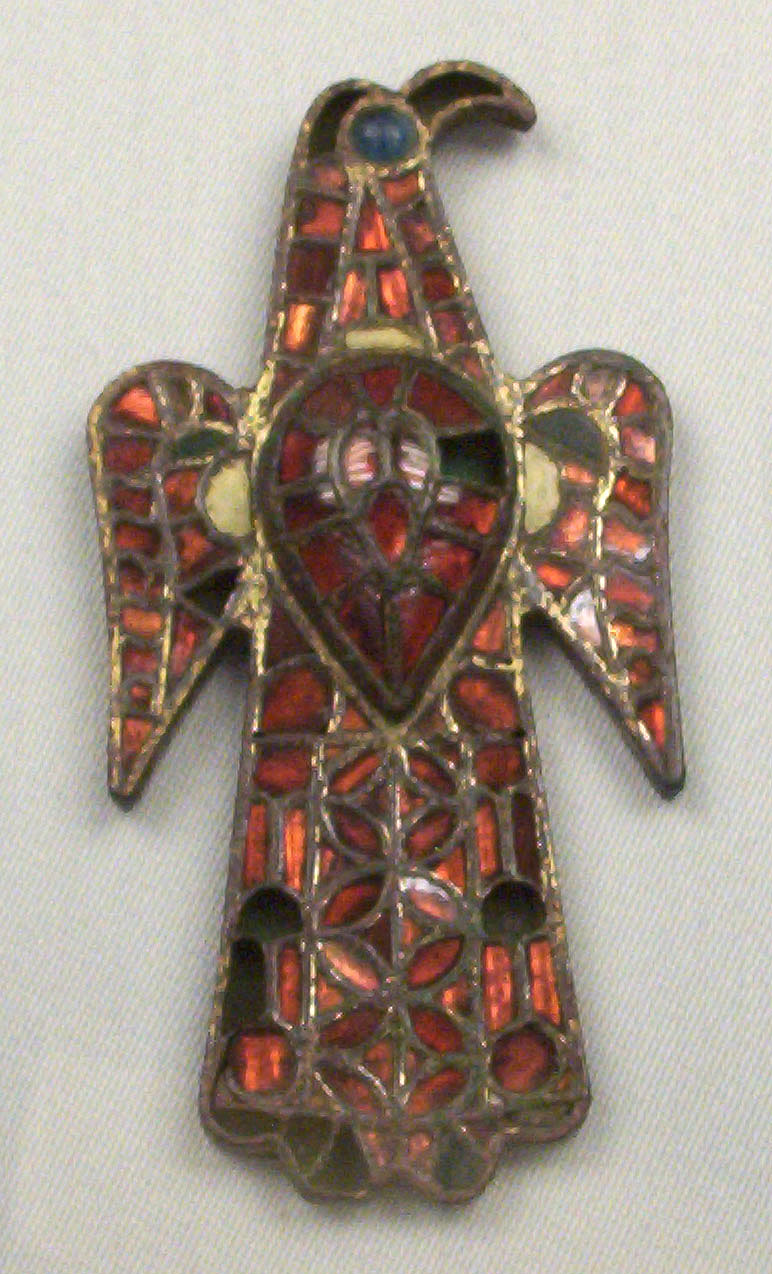
Visigotisk cloisonnéfibula från 500-talet från Guadalajara, Spanien, med glasinfattning.

Europa efter romarrikets fall fortsatte utveckla hantverket. Kelterna och merovingerna i synnerhet är omtalade för sin smyckestillverkning som ifråga om kvalitet kunde mäta sig med den i Bysantinska riket. Fästen till kläder, amuletter och i mindre utsträckning signetringar är de vanligaste artefakterna. Ett anmärkningsvärt exempel på kelternas hantverk är Tarabroschen. Halssmycket torque var vanligt i hela Europa som tecken på makt och status. Mot 700-talet hade det börjat bli vanligt med utsmyckade vapen för män medan andra slags smycken (med undantag för signetringar) synes ha varit kvinnliga tillhörigheter. Gravgods som hittats i gravar från 500-600-talen i Chalon-sur-Saône är belysande. En ung flicka var begraven med två fibulae i silver, ett halsband med mynt, armband, guldörhängen, ett par hårnålar, kam och bältesspänne. Den keltiska designen specialiserade sig på fortlöpande mönster medan merovingerna är mest kända för sina stiliserade djurfigurer. Dessa var inte de enda som tillverkade smycken av god kvalitet. Det visigotiska hantverket, smyckena som hittats i skeppsgravar av anglosaxare  i Sutton Hoo, Suffolk, är värda att omnämnas. På kontinenten var cloisonné och granater den väsenstypiska tekniken och ädelstenen under perioden.

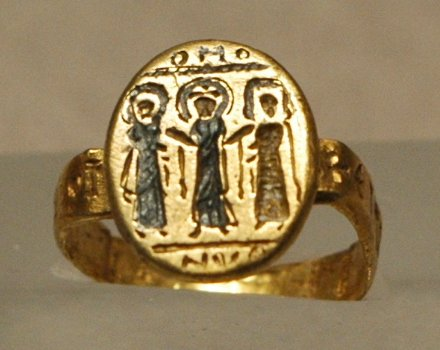
Bysantinsk vigselring.

Den östliga arvtagaren till Rom, nämligen Bysantinska riket, bevarade många metoder som romarna använt, men religiösa teman kom att dominera. Till skillnad från romarna, frankerna och kelterna använde dock bysantinarna lätt bladguld snarare än solid guld, och lade större vikt vid ädelstenar. Däremot var det som i väst framför allt förmögna och framstående kvinnor som bar smycken, och nära nog bara signetringen bars av män. En säregenhet för den bysantinska smyckeskonsten var hårsmycket kolt. Liksom i andra kulturer brukade smyckena begravas med sin ägare.

#### Renässansen

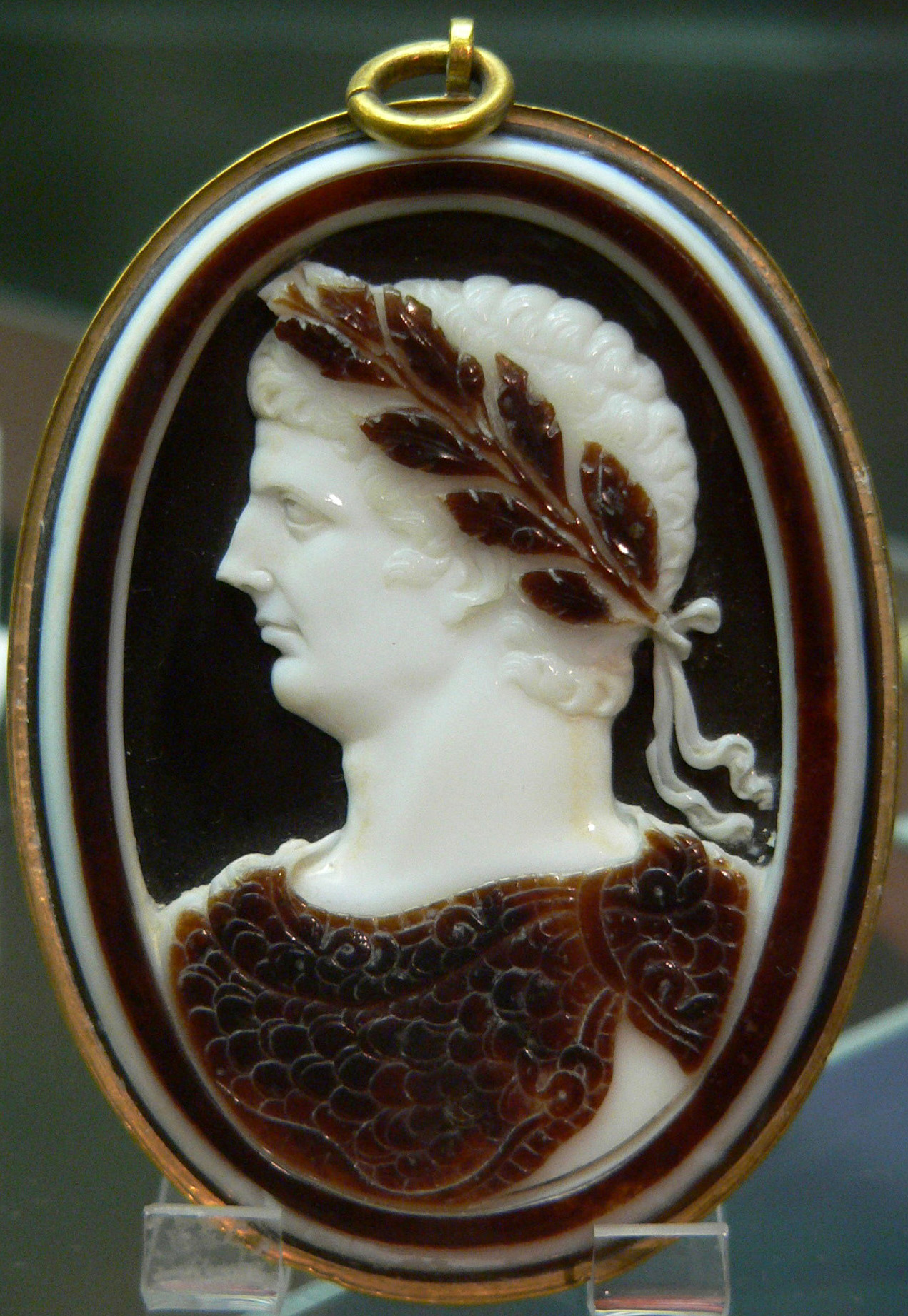
Kamé i sardonyx.

Renässansen och upptäcktsresor hade en påtaglig inverkan på utvecklingen av smyckesdesign i Europa. På 1600-talet blev upptäcktsresor allt vanligare, och handel ökade tillgången på ett flertal ädelstenar likväl som kunskaper om hantverkstekniker från andra kulturer spreds. Innan denna tid hade smyckestillverkare haft en förkärlek för att arbeta med guld och andra ädelmetaller, men under denna tid blev bruket av ädelstenar och deras infattningar mera i centrum. Ett exempel på detta är Cheapside Hoard, en smyckesskatt som gömdes i London och som inte återupptäcktes förrän 1912, vilken innehöll smaragd från Colombia, topas, amazonit från Brasilien, spinell, kordierit, krysoberyll från Sri Lanka, rubiner från Indien, lapis lazuli från Afghanistan, turkoser från Persien, peridot från Röda havsområdet, samt från Böhmen och Ungern opal, granat och ametist. Till större stenar användes ofta bezelinfattningar på stora ringar. En bemärkt smyckeshandlare från denna tid är Jean-Baptiste Tavernier som tog Hope-diamanten till Frankrike på 1660-talet.

När Napoleon Bonaparte kröntes till kejsare av Frankrike 1804 återupplivade han den höga stilen på smyckestillverkningen i Frankrike. Under den napoleanska tiden infördes parure, det vill säga sviter av matchande smycken i samma design till halsband, örhängen, armband, ringar, broscher och tiara. Båda Napoleons fruar hade vackra set av sådana och bar dem regelbundet. Ett annat mode som återinfördes av Napoleon var kamén. Snart efter att han kröningsscen utskurits i kamé blev kaméer högt eftertraktade. Tidiga exempel på bijouterier av billigare material kommer också från denna tid.

#### Romantiken

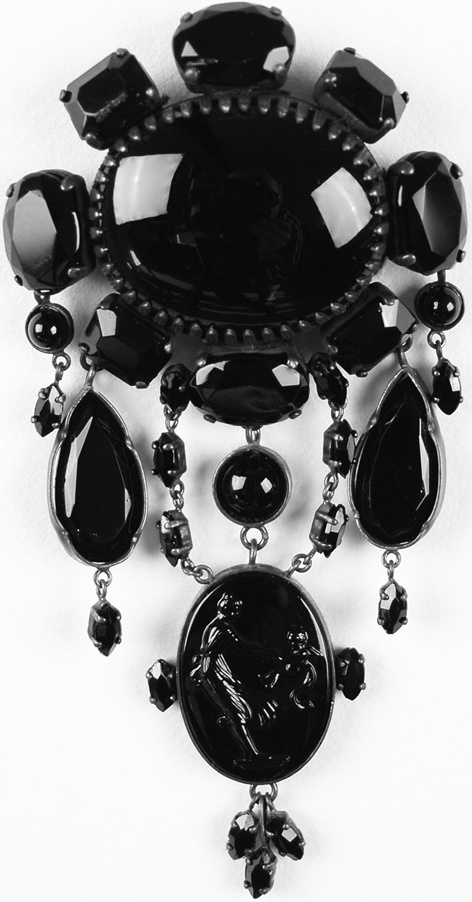
Sorgesmycke i beckkol från 1800-talet.

Romantiken, som började under slutet av 1700-talet, hade en avgörande påverkan på västvärldens smycken. Den kanske viktigaste orsaken till detta var de skatter som arkeologer grävde fram samt intresset för medeltidens och renässansens konst. Förändrade samhällsstrukturer och början på industriella revolutionen gav upphov till en större och mer förmögen medelklass, och den begärde och hade råd att köpa smycken. En följd av detta, med industrialiserad tillverkning, billigare material och ersättningar till äkta stenar, var att bijouterier blev allt vanligare. Guldsmeder och juvelerare med yrkesheder fortsatte ha goda tider dock, eftersom de mest förmögna patronerna hade ett intresse i att kunna lita på att de smycken de bar skilde dem från mängden. Detta kunde de åstadkomma inte bara genom att använda dyrbart material utan också genom konstfärdiga tekniker. En sådan konstnär var Françoise Désire Froment Meurice. Ett slags smycken som är särskiljande för romantiken och dess idéer är sorgesmycken. Det uppkom först i England där drottning Victoria ofta bar smycken i beckkol sedan hennes make avlidit, ett material som gjorde det möjligt att trots smycken visa att man befann sig i sorg.
I USA grundades år 1837 Tiffany & Co. av Charles Lewis Tiffany. Tiffany satte USA på världskartan när det gällde smycken och nådde framgångar när han kunde leverera glitter och ståt till personer som Abraham Lincolns fru. Tillverkaren gick ett återuppsving på 1960-talet med filmen Frukost på Tiffany's. Pierre Cartier grundade i Frankrike Cartier 1847, och 1884 grundades Bulgari i Italien. Smyckestillverkningen hade därmed börjat likna den moderna, och slutat vara ett individuellt hantverk som finansierades med patronage.
Eran var också den första tid man såg ett samarbete mellan öst och väst. Tyska och japanska konstnärer samarbetade i Pforzheim mynnade ut i de Shakudōplakat som ramdes in i filigran som skapades av Stoeffler 1885. Möjligen var Peter Carl Fabergé epokens grand finalé. Denne arbetade åt ryska hovet, och hans Fabergéägg och smycken anses vara gulsmedskonstens epitom.

#### Art Nouveau

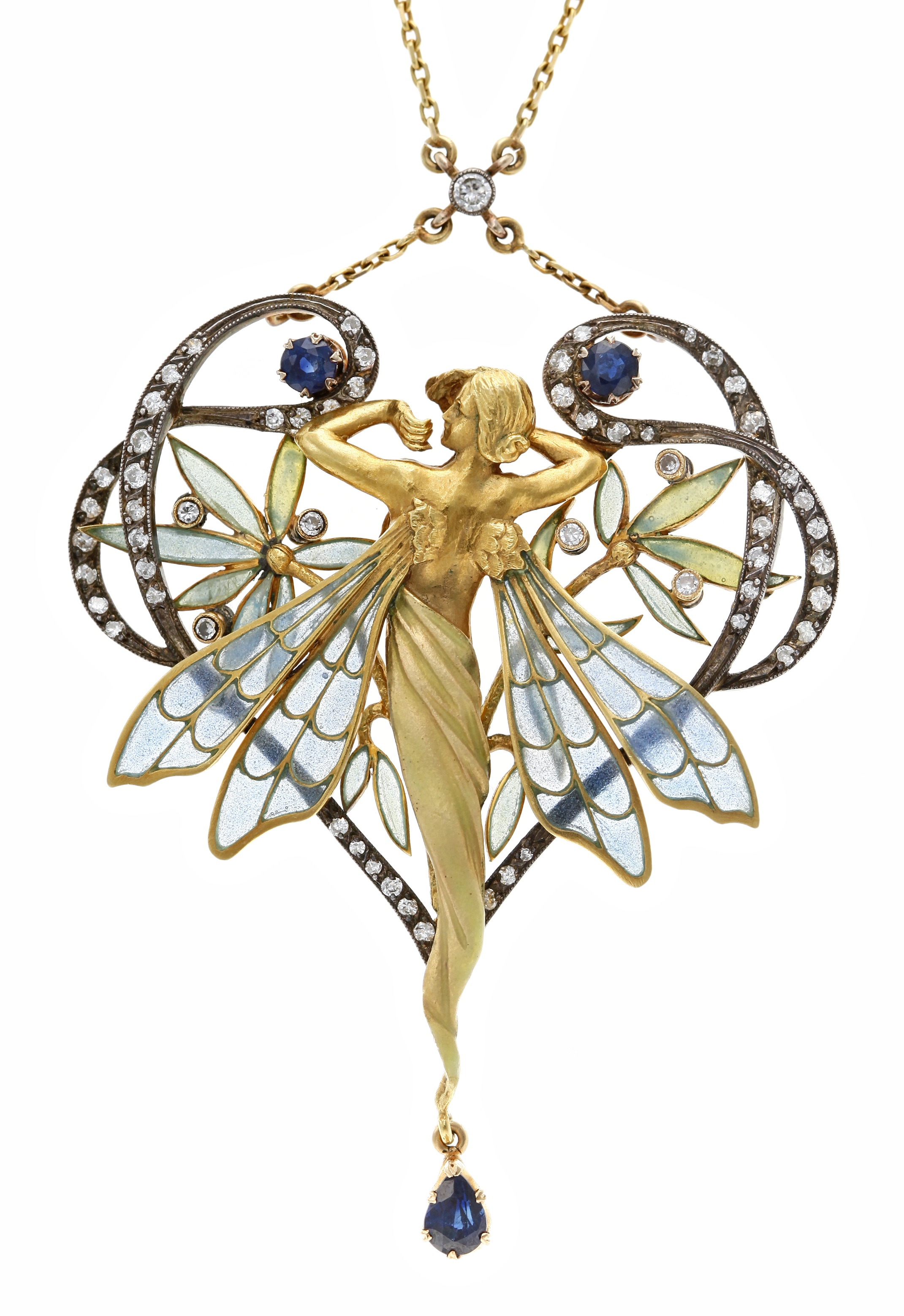
Hängsmycke i Art Noveau, av Masriera y Carreras.

Under 1890-talet började juvelerare utforska potentialen i de gryende stilarna Art Nouveau, närbesläktade Jugendstilen, brittiska Arts and Crafts Movement, katalanska modernisme, österrikisk-ungerska Secession, med mera.
Smycken i Art Noveau uppvisar flera distinkta särdrag såsom fokus på den kvinnliga formen och emfasen vid färg, vilket vanligen åstadkoms med olika emaljeringstekniker såsom basse-taille, champleve, cloisonné, och plique-à-jour.  Motiven inbegrep orkidéer, irisar, panséer, vinrankor, svanar, påfåglar, ormar, trollsländor, mytologiska djur och kvinnliga silhuetter.
René Lalique, som arbetade i  Samuel Bings butik i Paris, vann erkännande av sina samtida som ledare inom denna trend. Darmstädter Künstlerkolonie och Wiener Werkstätte gav möjligen de mest betydelsefulla bidragen till trenden, medan den danske Georg Jensen, som förvisso var mer berömd för sina husgeråd i silversmide, också bidrog med viktiga smycken. I England framträdde Liberty & Co. och den brittiska Arts & crafts movement som den gestaltade sig hos Charles Robert Ashbee med mera linjär men ändå karaktaristisk design. Den nya stilen flyttade fokus från juvelerarens konstfärdighet i att infatta stenar, till konstnärligheten i själva smyckesdesignen. Laliques trollsländedesign är mest belysande för detta. Emaljeringar spelade en stor roll i tekniken medan de organiska sinusformiga linjerna är det som mest iögonfallande kännetecknar designen.

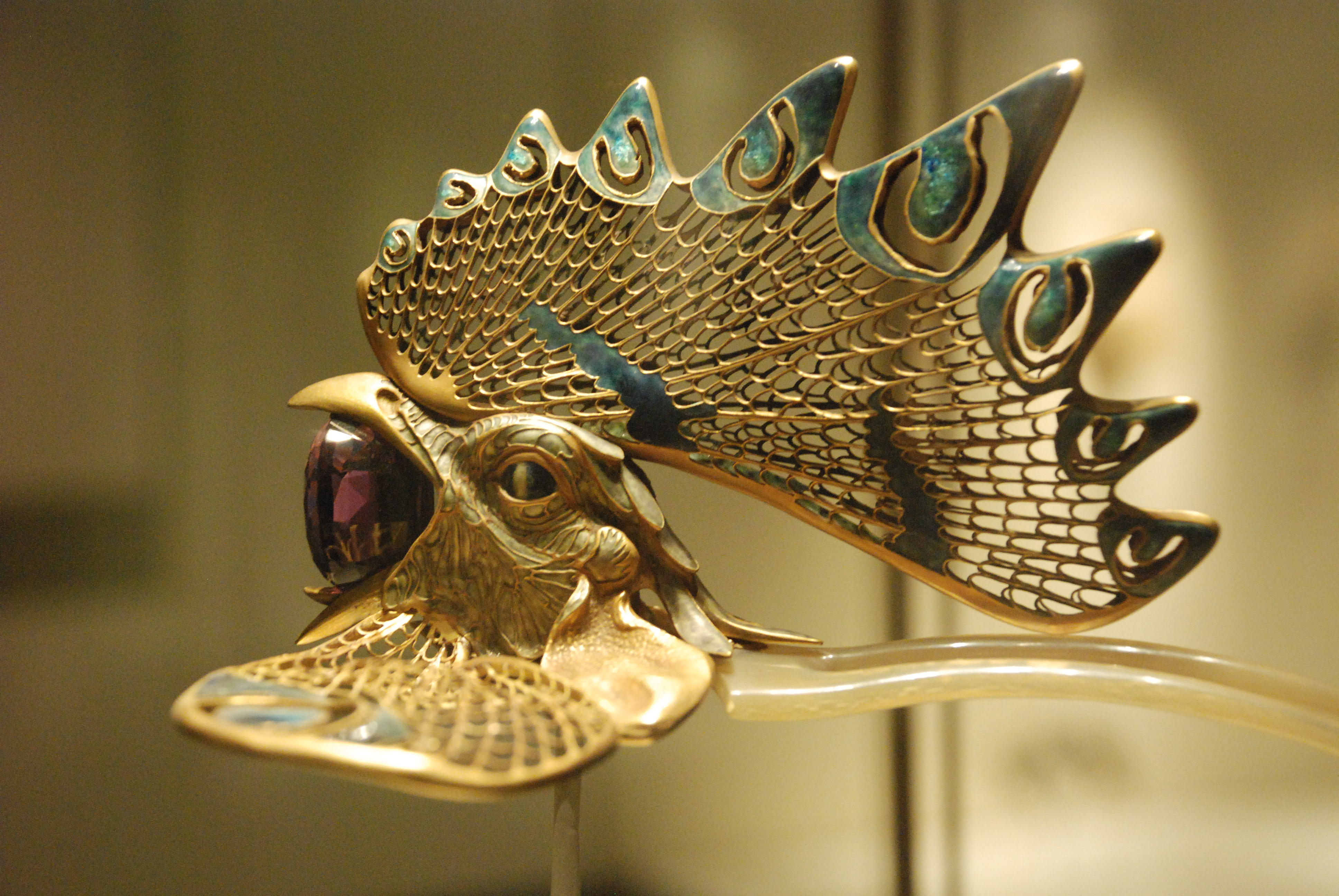
Tiara av René Lalique.

Mot slutet av första världskriget förändrades köparnas smak än en gång, och en mer sobert elegant stil utvecklades.

#### Art Deco
De tilltagande politiska spänningarna, eftersvallningarna av världskriget och en reaktion mot den upplevda dekadensen vid sekelskiftet ledde till enklare former, kombinerat med en mer effektiviserad tillverkningsindustri för massproduktion av högkvalitativa smycken. Stilen som dominerade tiden 1920- och 1930-talen kallas allmänt  Art Deco. Walter Gropius och den tyska Bauhausrörelsen, vilkas filosofi var att det inte rådde någon spänning mellan konstnärer och hantverkare, ledde till förenklade former i stilen. Moderna material introducerades: plast och aluminium användes för första gången till smycken, och anmärkningsvärda  är de förkromade hängsmyckena av den ryskfödde Bauhausmästaren Naum Slutzky. Teknisk mästerlighet blev lika uppskattat som själva materialet. I Västeuropa återföddes granulationen av den tyska  Elizabeth Treskow, en teknik som fortlevde in mot 1990-talet. Den baseras på geometriska grundformer.

### Asien

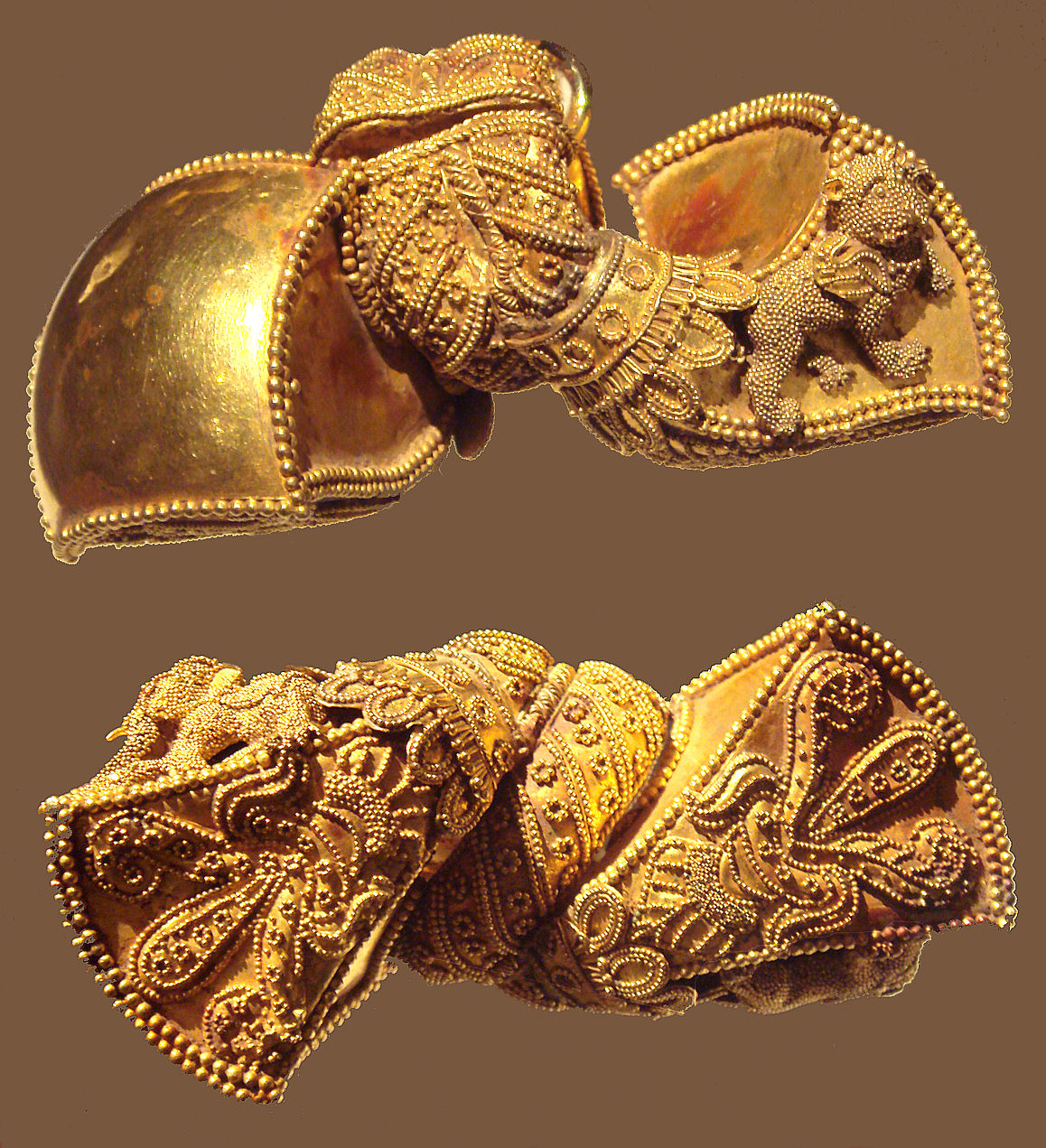
Kungliga örhängen från Indien, första århundradet f.Kr.

Indiska subkontinenten i Asien har haft den längsta sammanhängande historien av smyckestillverkning i världen, vilket har fortgått i över 5000 år. Några av de första att börja tillverka smycken var Induskulturen i ett område som idag huvudsakligen tillhör Pakistan och norra och västra Indien. Kinas historia av smyckestillverkning började någorlunda samtidigt, men den blev mera utbredd först när buddhismen uppkom för ungefär 2000 år sedan.

#### Kina
Kineserna använde mer silver än guld till sina smycken. Blå fjädrar från kungsfiskare sammanfästes i de tidiga kinesiska smyckena, och senare infattades blå stenar och blått glas. Jade var emellertid mest uppskattat, detta eftersom det tillskrevs mänskliga egenskaper, såsom hårdhet, varaktighet och skönhet. De första smyckena i jade var mycket enkla i utformningen men medan tiden gick blev designen mer elaborerad. Jaderingar från 300-700-talen visar tecken på fräsning århundraden innan den tekniken omnämns i västvärlden.
Amuletter var vanliga, ofta med en kinesisk skrivtecken eller en drake. Kinesiska skrivtecken, drakar och fenix var vanliga vid alla slags smycken.
Kineserna lade ofta smycken i gravarna. De flesta gravar som undersökts av arkeologer innehåller rikt dekorerade smycken.

#### Indiska subkontinenten

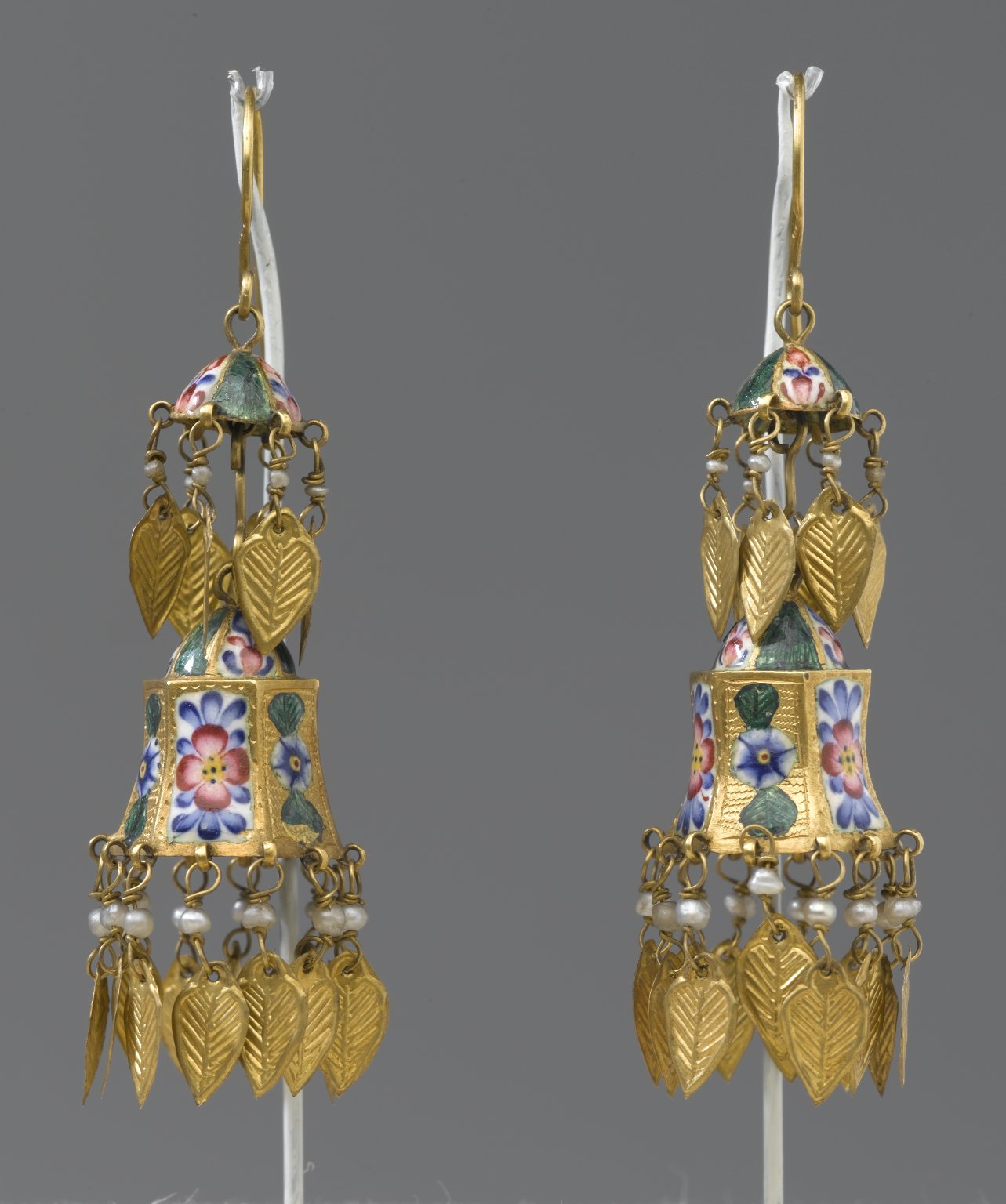
Emaljerade örhängen från sent 1700-tal, Qajardynastin. Brooklyn Museum.

Indiska subkontinenten (det vill säga Indien, Pakistan och delar av andra länder i Sydasien) har en lång och obruten historia av att tillverka smycken, vilka har genomgått genomgripande förändringar till följd av kulturella och politiska omvälvningar under 5000-8000 år. Eftersom Indien har ett överflöd av ädelmetaller och ädelstenar gynnades landets ekonomi genom utrikeshandel av sådana varor. Medan den europeiska historien kännetecknas av imperier som kom och gick, hade Indien en oavbruten kultur i mer än 5000 år. Människorna i Induskulturen (nuvarande Pakistan och Indien) var bland de första att börja tillverka smycken. Omkring 1500 f.Kr. tillverkade denna kultur örhängen och halsband i guld, pärlhalsband och armringar i metall. Innan 2100 f.Kr, det vill säga långt innan metall användes i någon större utsträckning, utgjorde pärlhandel större delen av smyckeshandeln i regionen. Dessa pärlor tillverkades med en enkel teknik. Först behövdes en hård sten, vilken oftast köptes av någon handelsman från öst. Den stenen placerades i en het ugn och hettades upp tills den blev djupröd, en färg som prisades högt i Induskulturen. Sedan delades stenen i mindre delar och genomborrades med enkla borrar. Sist polerades pärlan, och kunde ibland målas. Konsten lärdes ut från generation till generation, och barn till pärlmakare fick gå i lära från ung ålder. Persisk stil påverkade också Induskulturen. Varje sten hade sina egna kännetecken som härrörde från hinduismen.
Det var framför allt kvinnor som bar smycken i Induskulturen, vilka brukade ha flera rader armband av ler- eller snäckpärlor på handlederna. Pärlorna var som regel torusformade och svartmålade. Med tiden ersattes armringar av lera av armringar av mer bestående material. I dagens Indien tillverkas armringarna av metall eller glas. Tunna guldband kunde arrangeras över pannan, de använde örhängen, enkla broscher, collier ras du cou (tätt sittande halsband, "choker") och guldringar. Det var vanligen kvinnor som bar smycken, men också män bar pärlor. Små pärlor kunde bakas in i såväl kvinnors som mäns hår. Sådana hårpärlor var ungefär en millimeter tjocka.
Ett kvinnligt skelett (som finns idag på Nationalmuseet i New Delhi) har ett armband i karneol på sin vänstra handled. Kada är ett särskilt slags armband som är mycket populär i den indiska kulturen. De kan vara utformade som djur, exempelvis påfågel, elefant,  med mera. 
Enligt hinduistisk tro är guld och silver heliga metaller. Guld symboliserar den varma solen medan silver symboliserar den kalla månen. Båda är väsensgivande för de indiska smyckena. Rent guld oxiderar eller korroderar inte, vilket för hinduer symboliserar odödlighet. Guld omnämns ofta i den forntida indiska litteraturen.
Smycken hade hög status bland indiska kungligheter, så påfallande att de utfärdade överflödsförordningar om smyckesbruk av guld. Guld vid fötterna fick endast bäras av kungliga personer och ett fåtal andra. Smycken som bars av Maharadja och dennes närstående hade en djupare innebörd, även om många andra också bar smycken. Maharadja ansågs vara gudomlig, en förmänskligad gud, som skulle upprätthålla dharma, universums moraliska ordning. Detta återspeglades i smyckesbruket.

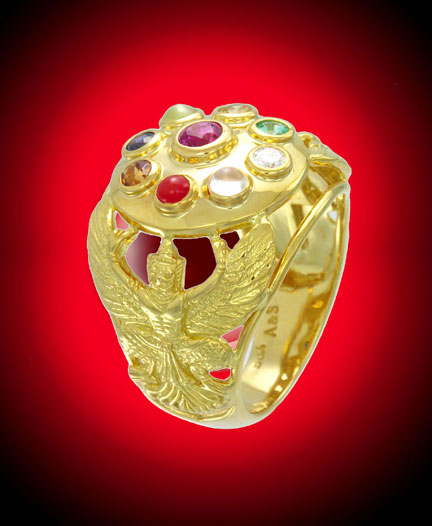
Ring med navaratna.

Navaratna (sanskrit för 'nio ädelstenar') bars återkommande av Maharadja. Det är en amulett med diamant, äkta pärlor, rubin, safir, smaragd, topas, kattöga (gul krysoberyll), korall och hyacint (röd zirkon). Varje sten är förknippad med en himmelsgud, vilka sammantaget symboliserar hinduernas universum. Av stenarna är diamanten den mest kraftfulla. En sådan utsmyckning fick endast kejsaren själv och de allra närmaste bära. Med tiden började kejsaren också bära sarpech (ett slags ägrett).
Indien var det första landet med gruvindustri för diamanter, vilket kan spåras till 296 f.Kr. Landet hade därefter en utrikeshandel med diamant. Diamanten ansågs ha kraft att få eller behålla någons kärlek, den symboliserade tribut, samt försåg bäraren med övernaturligt beskydd och förmåner. För att göra sitt namn odödligt kunde kejsare och kungar rista in sina namn och titlar i diamanter. Diamanter fortsätter spela en betydande roll i Indien sociala, politiska, ekonomiska och religiösa liv, liksom på många andra ställen i världen. I dagens Indien används diamanter utbrett i befolkningen vid ceremonier och bröllop.

### Nord- och Sydamerika
Smycken spelade en framträdande roll i Amerikas öde, i och med att spanjorerna bildade riken i Sydamerika för att utvinna guld därifrån. I Centralamerika och Sydamerika började man tillverkasmycken för 5000 år sedan. Stora mängder guld var lättillgängligt, och aztekerna, mixtekerna, mayaindianerna och flera kulturer i Anderna såsom mochica i Peru, skapade vackra smycken. 
Guldarbetena hade ett uppsving i mochicakulturen. Smyckena därifrån hade fjärmat sig långt från simpla metallarbeten och utgör exempel på mästerlig smideskonst. Designen är sofistikerad med infattningar av turkos, pärlemor, spondylussnäckor och ametist. Ör- och nässmycken, bröstplåtar, små behållare och pipor är klenoder från Perus forntid.

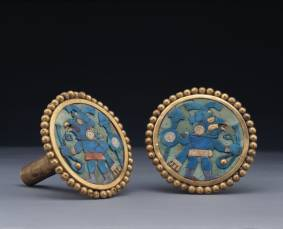
Örsmycken från moche. Larco Museum Lima, Peru

Bland aztekerna fick bara adliga bära guldsmycken, eftersom de visade på rang, makt och välstånd. Det var främst i den aztekiska kulturen som man tillverkade guldsmycken och dessa var ofta dekorerade med fjädrar från till exempel quetzalfågeln. Som regel gällde att ju mer smycken en aztek bar, desto högre var dennes samhällsposition. Kejsaren (tlatoani) och översteprästerna kunde vara i det närmaste täckta av guld när de uppträdde offentligt. Näst guld brukades jade, turkos och vissa fjädrar till smycken. Smycken kunde också offras till gudarna, och besmyckade knivar användes vid rituella djur- och människooffer.
En annan forntida amerikansk kultur som utvecklade smyckestillverkningen var mayaindianernas. Vid höjden av deras civilisation tillverkade de smycken av jade, guld, silver, brons och koppar. Mayadesignen och smyckeskulturen påminner om aztekernas, med övermått av smycken. Mayaindianerna använde ädelstenar. Dock hade de inte så stor tillgång på metall, så merparten av deras smycken utfördes i ben eller sten. Endast handelsmän och adel bar smycken i någon större omfattning, vilket också påminner om aztekerna.
I Nordamerika användes exoskelett, trä, turkos och täljsten - det senare nästan obefintligt i Syd- och Centralamerika. Turkoser användes till halsband och till örhängen. Indianer med tillgång till ostronskal bedrev handel med sådana, vilket tyder på att kroppsutsmyckningar hade betydelse för handeln i Nordamerika.

### USA:s ursprungsbefolkning
Smycken hos USA:s ursprungsbefolkning är personlig utsmyckning, vanligen i form av halsband, örhänen, armband, ringar, pins, broscher och labret. Dessasmycken återspeglar den kulturella mångfalden och folkets historia. Ursprungsbefolkningen tillverkar fortfarande smycken med en särskiljande estetik som har rötter i både konstnärens originalitet och i kulturella traditioner.
Metallsmeder, pärlmakare, lapidarister och skulptörer kombinerar flera slags metaller, hårda träslag, ädelstenar och halvädelstenar, pärlor, quillarbeten, tänder, ben, växtfibrer och annat för att skapa smycken.

### Stillahavsområdet
Smyckestillverkning i Stillahavsområdet började mycket senare än i andra delar av världen eftersom området befolkades jämförelsevis sent. De äldsta smyckena torde ha tillverkats av naturliga material som ben och trä, och har följaktligen inte sparats för omvärlden. Större delen av smyckena från Stillahavsområdet ska bäras ovanför midjehöjd, med halsband, huvudsmycken, hårsmycken och armband som de vanligaste formerna.
I hela Stillahavsområdet, så när som på Australien, symboliserar smycken antingen fertilitet eller makt. Utsirade huvudsmycken används i flera kulturer av vilka vissa, såsom i Papua Nya Guinea, visar att bäraren dödat en fiende. Män från stamfolk smyckar sig med ben som de trär genom näsan.
På grund av att kulturerna på öarna varit och fortfarande är förhållandevis isolerade är smyckena tämligen primitiva. Det finns fortfarande områden i Borneo och Papua Nya Guinea som inte besökts av västerlänningar. De öar som kommit i kontakt med västerlandet har däremot sett en dramatisk förändring beträffande designen på sina smycken. Missionärer har historiskt sett uppfattat traditionella smycken som uttryck för hedendom. Många typer av smycken och deras design har därför gått förlorade när folk en masse konverterat till kristendomen.

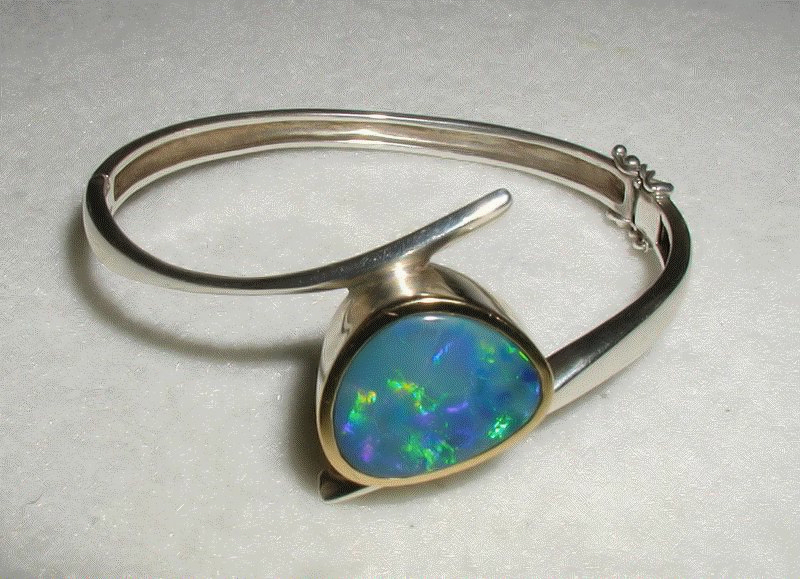
Ett modernt armband med opal.

Australien har världens största tillgång på opal. Opaler hade utvunnits lång förr i Europa och Sydamerika men mot slutet av 1800-talet blev Australien världsledande på opalmarknaden. Dessa opaler kan bara utvinnas på ett fåtal platser i landet, varmed det är en av de mest inkomstgivande stenarna i Stillahavsområdet.
Māorikulturen på Nya Zeeland har en lång tradition av att besmycka kroppen, från vilken hängsmycket hei-tiki blivit berömt. Hei-tiki täljs vanligen för hand av ben, nefrit eller bovenit.
Nuförtiden är traditionella smycken som hei matau av täljd pounamu populära av invånare på Nya Zeeland oavsett ursprunglig härkomst, och smyckena symboliserar en upplevd nyzeeländsk identitet. Detta har bidragit till ett ökat intresse för māoris konstverk och kultur i hela världen.
Smyckestillverkningen på Nya Zeeland för övrigt är mångkulturell och varierad.

## Samtiden

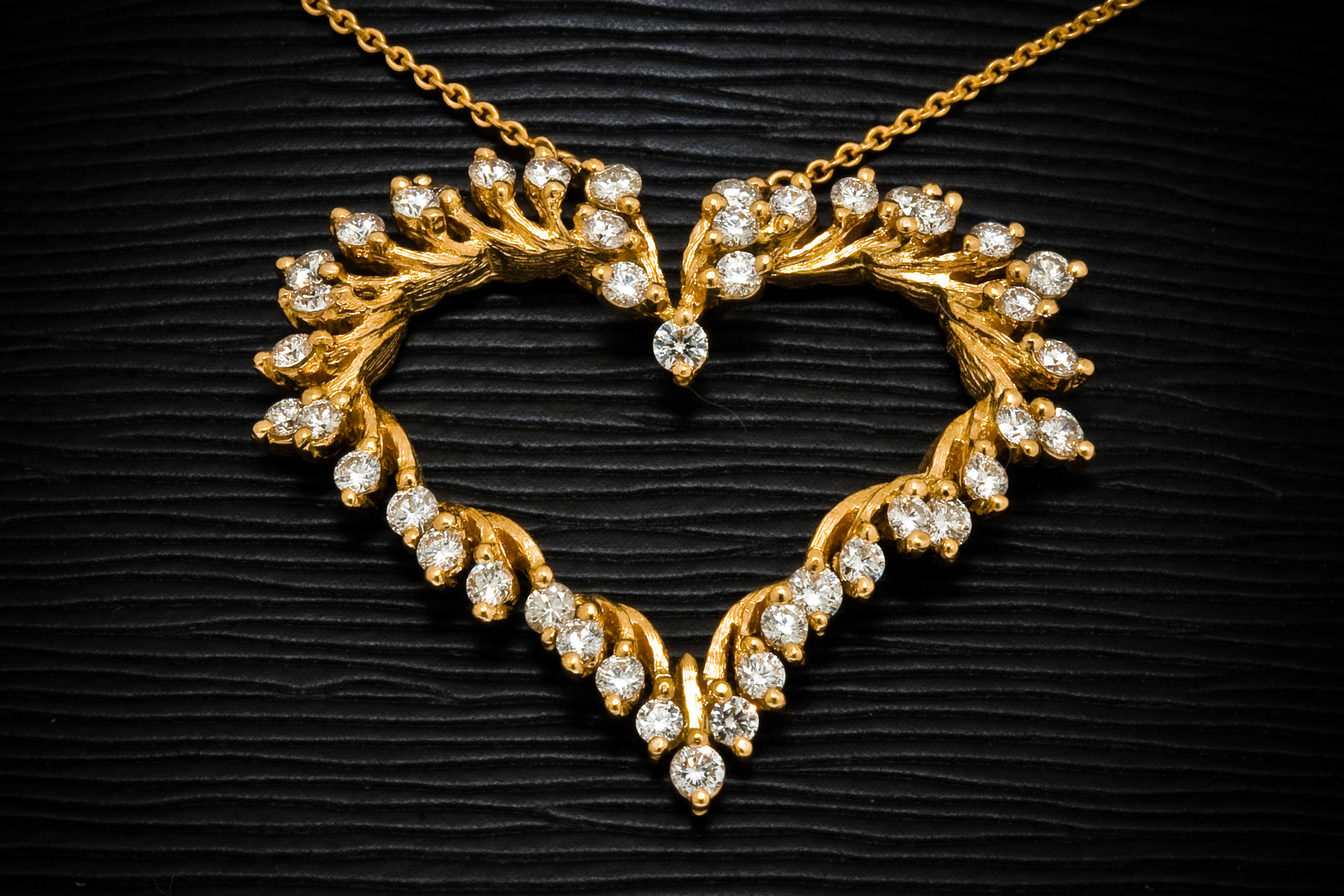
Samtida smyckesdesign.

Större delen av smyckena som tillverkas i samtiden använder traditionell design och konventionella former, men designer som Georg Jensen har vidgat begreppet om vad som kan bäras som smycken. Med uppkomsten av nya material, som plast, olika leror och färgningstekniker, har variationen ökat. Andra tekniska landvinningar, som utvecklingen av pärlfisket och tillverkning av artificiella och syntetiska stenar, har lett till att fler personer har råd att köpa smycken.
En rörelse för konstsmycken har sprungit fram från konstnärer som Robert Lee Morris och fortsatt av designer som Gill Forsbrook i Storbritannien. Påverkan från andra kulturer är också påfallande. Ett exempel på detta är bling-bling-stilen som populariserats av hiphop-kulturen under tidigt 2000-tal, med smycken som exempelvis grill för tänder.
Under sena 1900-talet blandades europeiska tekniker med österländska, av de senare till exempel Mokume-gane. 
Konstsmycken fortsätter att vinna mark både på hobbynivå och yrkesmässigt.

## Frimurare

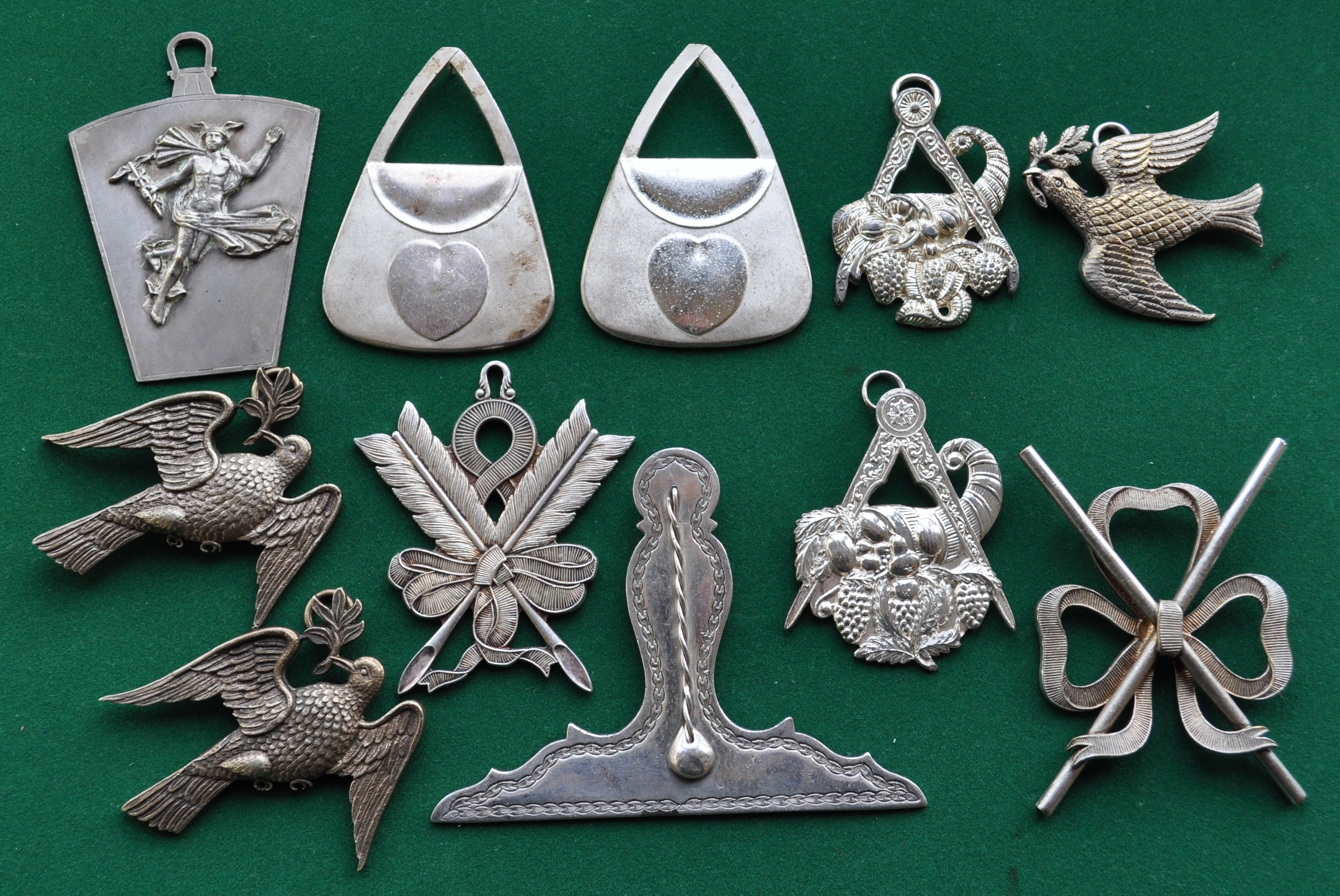
Kragsmycken för frimurare.

Frimurare fäster smycken på sina kragar i logerna för att ange ämbete i logen. En kvadrat, exempelvis, betecknar logemästare och en drake en diakon.

## Kroppsmodifikation

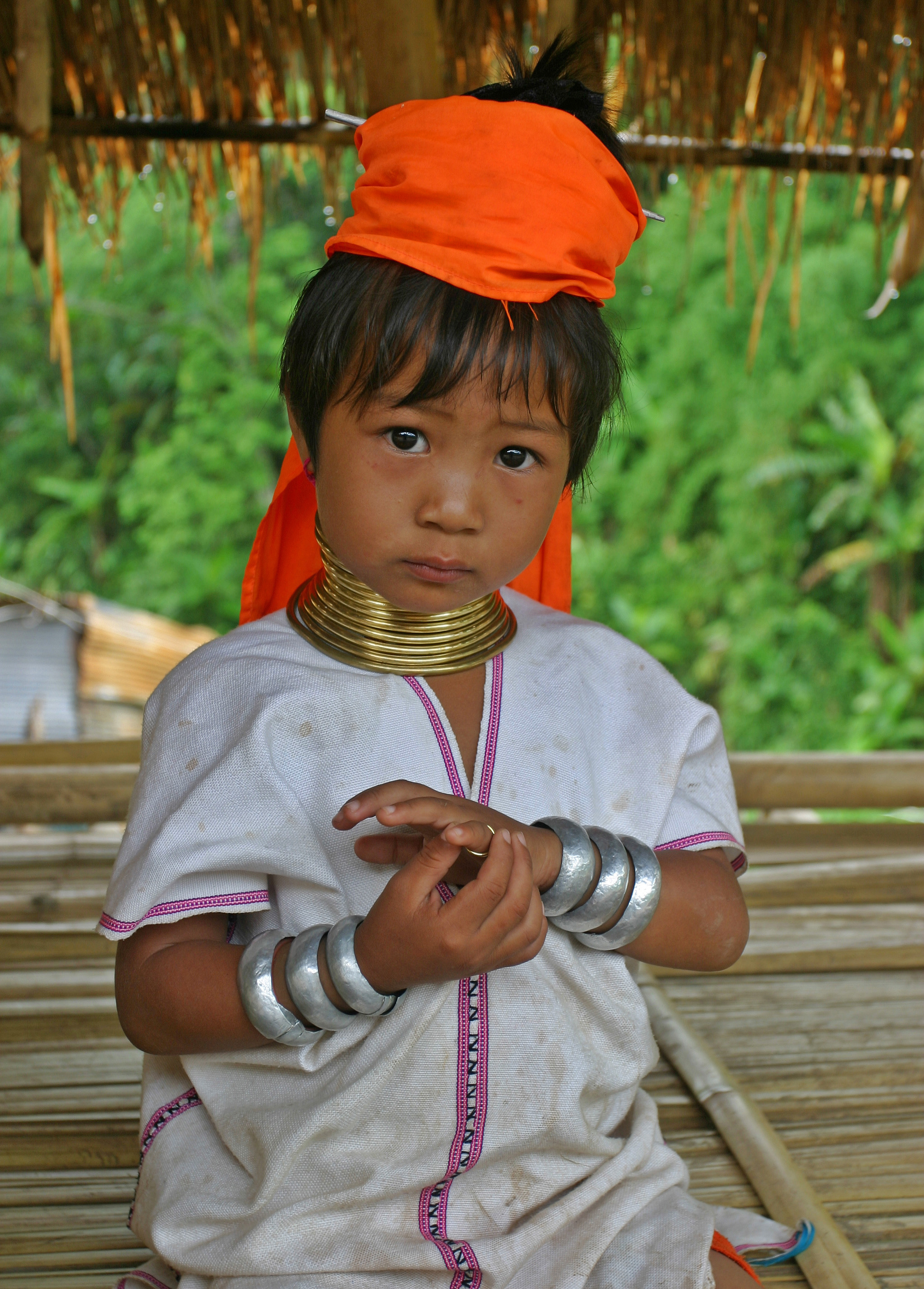
En padaungflicka i norra Thailand.

Smycken till kroppsmodifikation kan vara mer eller mindre enkla, mer eller mindre konstfärdiga. Enkelt utformade silversmycken dominerar.
Padaungkvinnor i Myanmar har stora guldringar runt nacken. Från så ung ålder som fem år gamla får flickorna sin första nackring. Medan de växer får de fler och fler ringar. De kan också ha ännu fler ringar på vaderna. Vissa kvinnors nackar blir 25–38 cm. Seden har uppenbarligen följder för hälsan, men har trots detta övergått från att vara kulturell norm till att bli en turistattraktion. Stammar som är besläktade med Padaung, liksom kulturer i andra delar av världen, använder örhängen för att göra örsnibbarna längre eller göra hålet i örat större. I Amerika har labret används åtsminstone sedan västvärlden kom i kontakt med dem första gången. Läpplattor används av afrikanska mursifolket och sarafolket, likväl som några folk i Sydamerika.
Med uppkomsten av modern primitivism mot slutet av 1900-talet började flera av dessa praktiker användas i västvärldens subkulturer. Många sådana sedvanor bygger på en kombination av kroppsmodifikation och smycken varmed dessa begrepp går in i varandra.
I många kulturer används smycken som tillfälliga kroppsmodifierare, med exempelvis krokar med tunga objekt som hängs i huden. Praktiken är känd från stamsamhällen och utförs som regel under trans, men har upptagits i västvärlden. Många butiker för extremsmycken saluför numera stora krokar eller spikar att trä genom huden. Detta förmenas ge bäraren en erotisk känsla, och det förekommer att par i deras vigselceremoni genomborras med krokar.

## Smyckeshandel
2007 bedömde KPMG att USA var den största marknaden för smycken med 30,8 % marknadsandelar, följt av Japan, Indien, Kina och Mellanöstern med vardera 8-9 % och Italien med 5 %. 

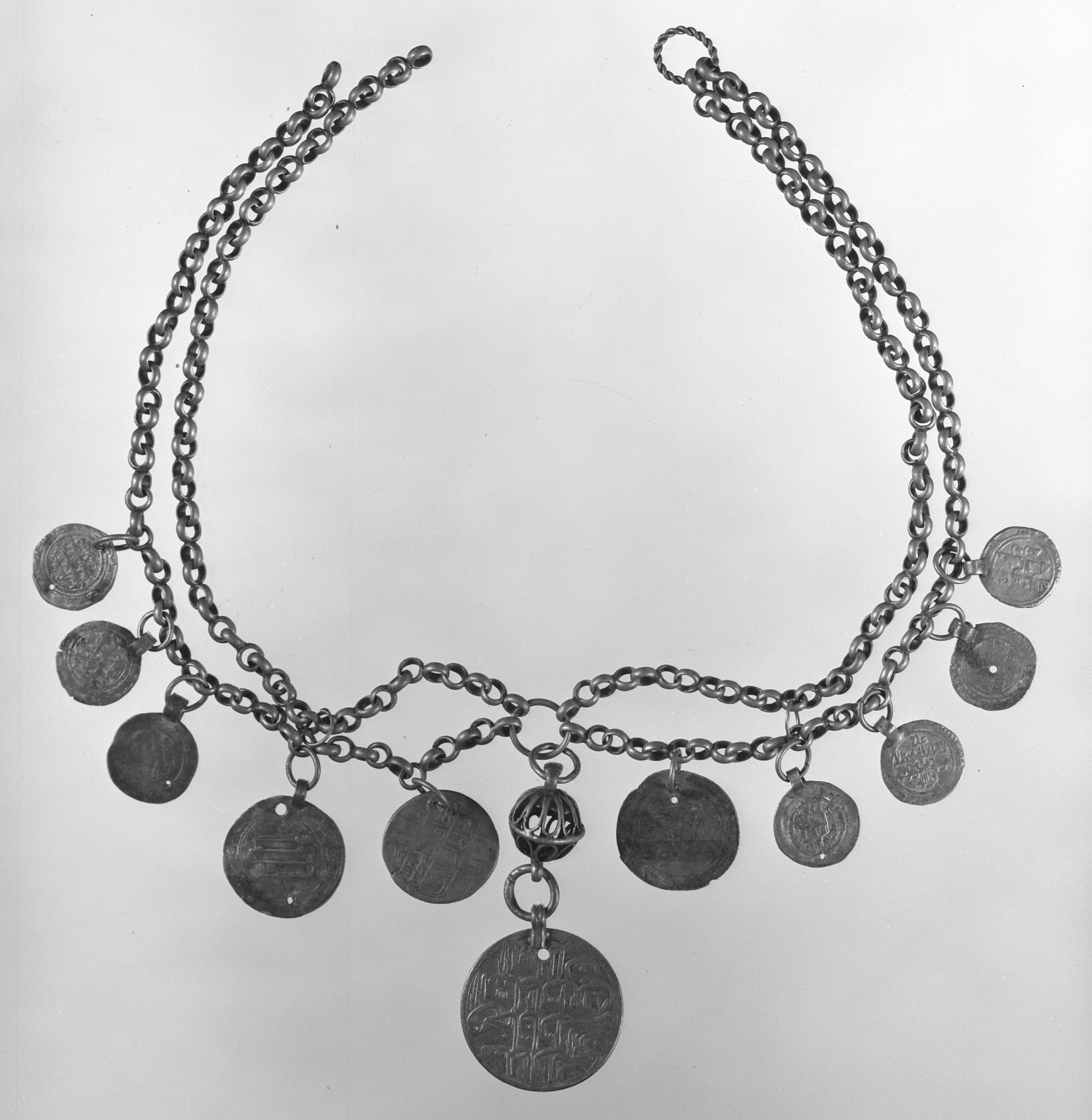
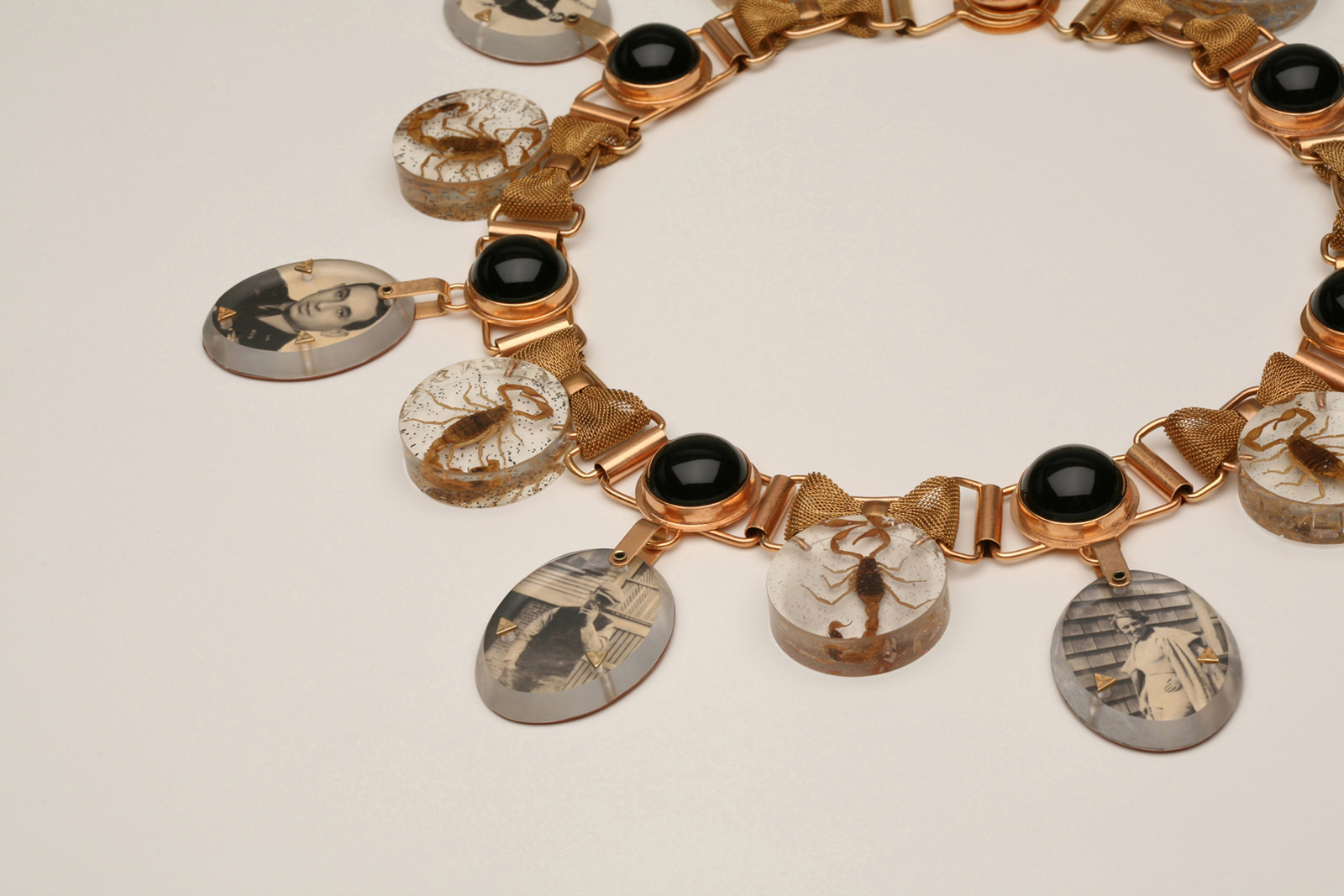
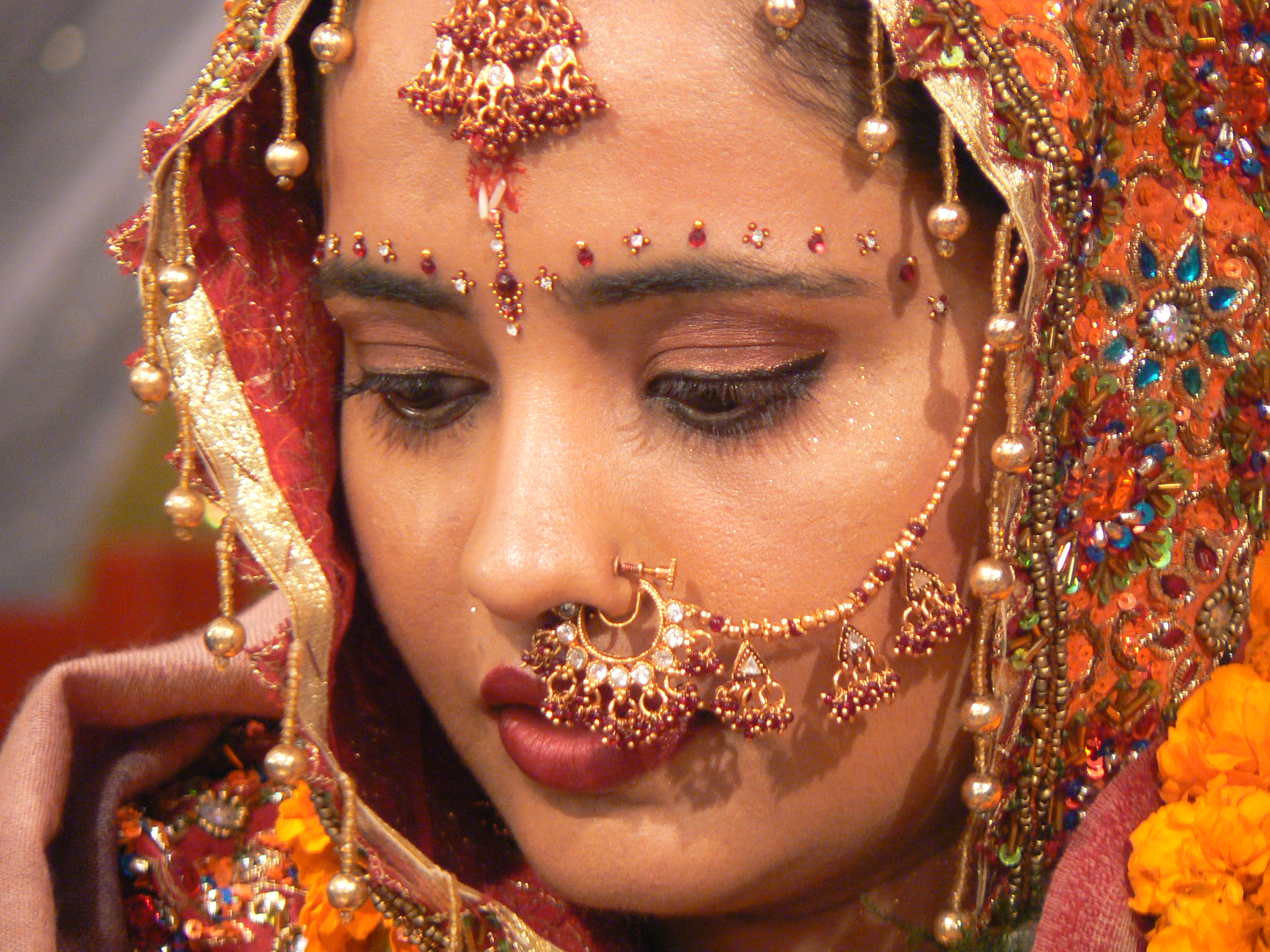
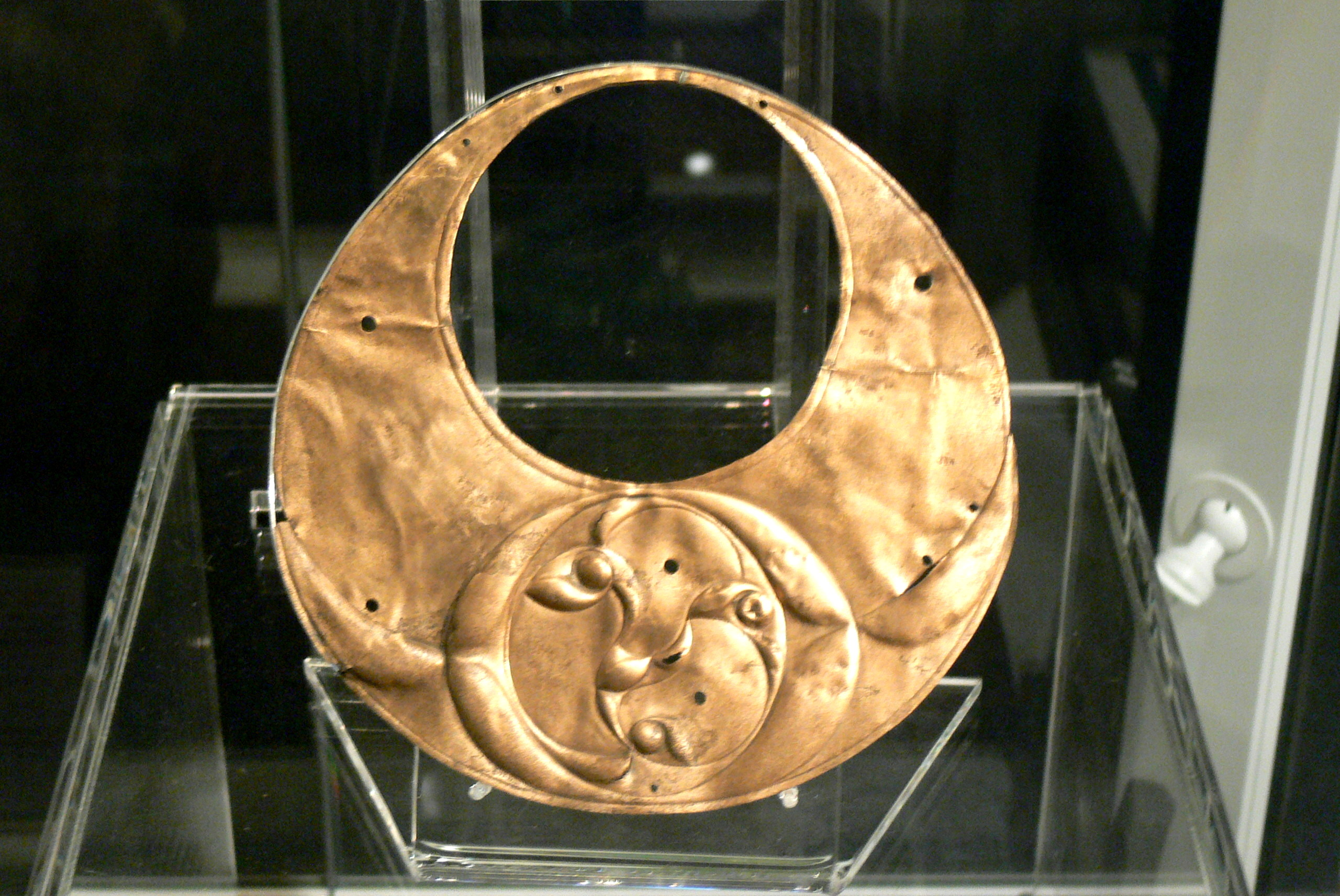
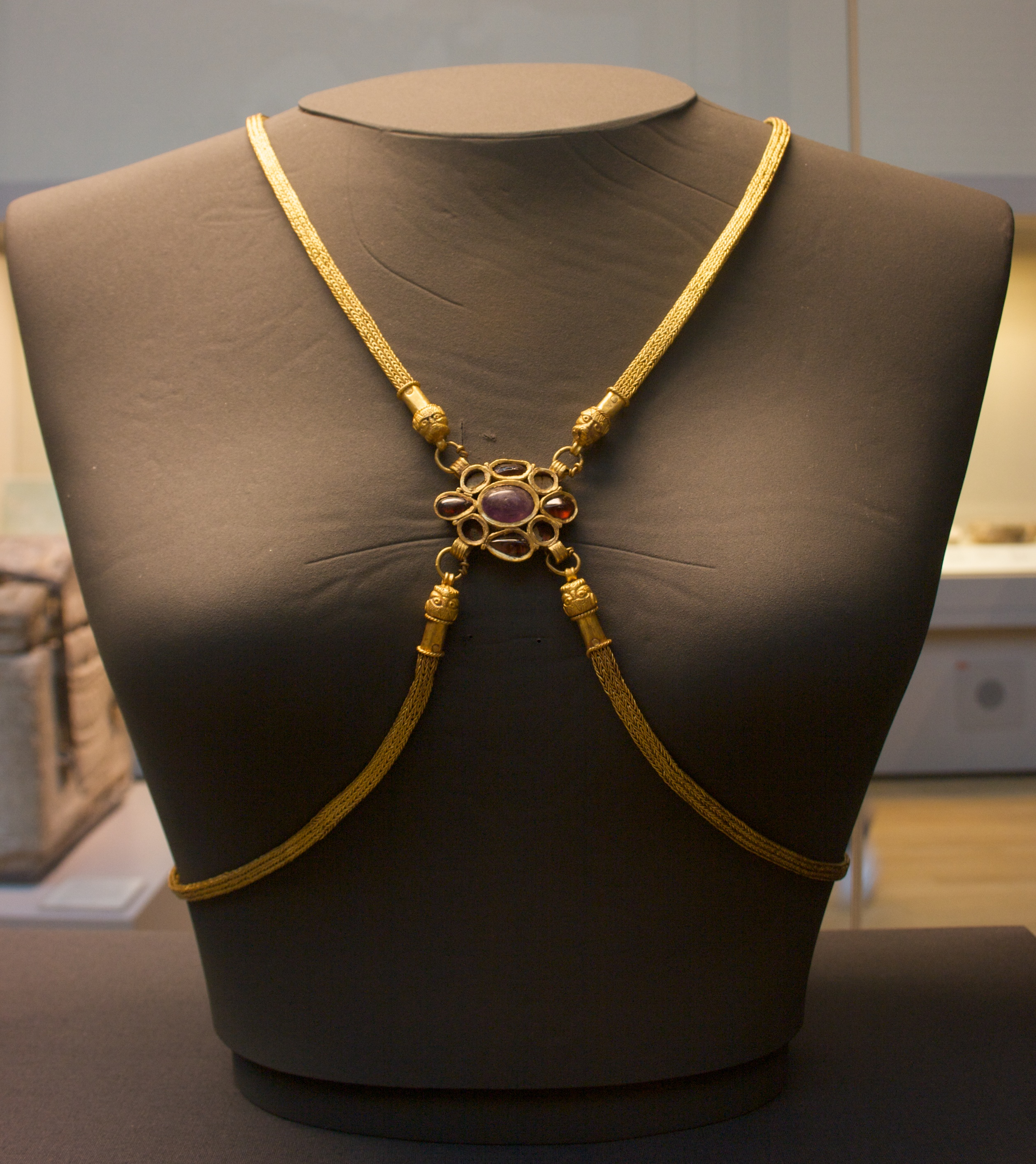
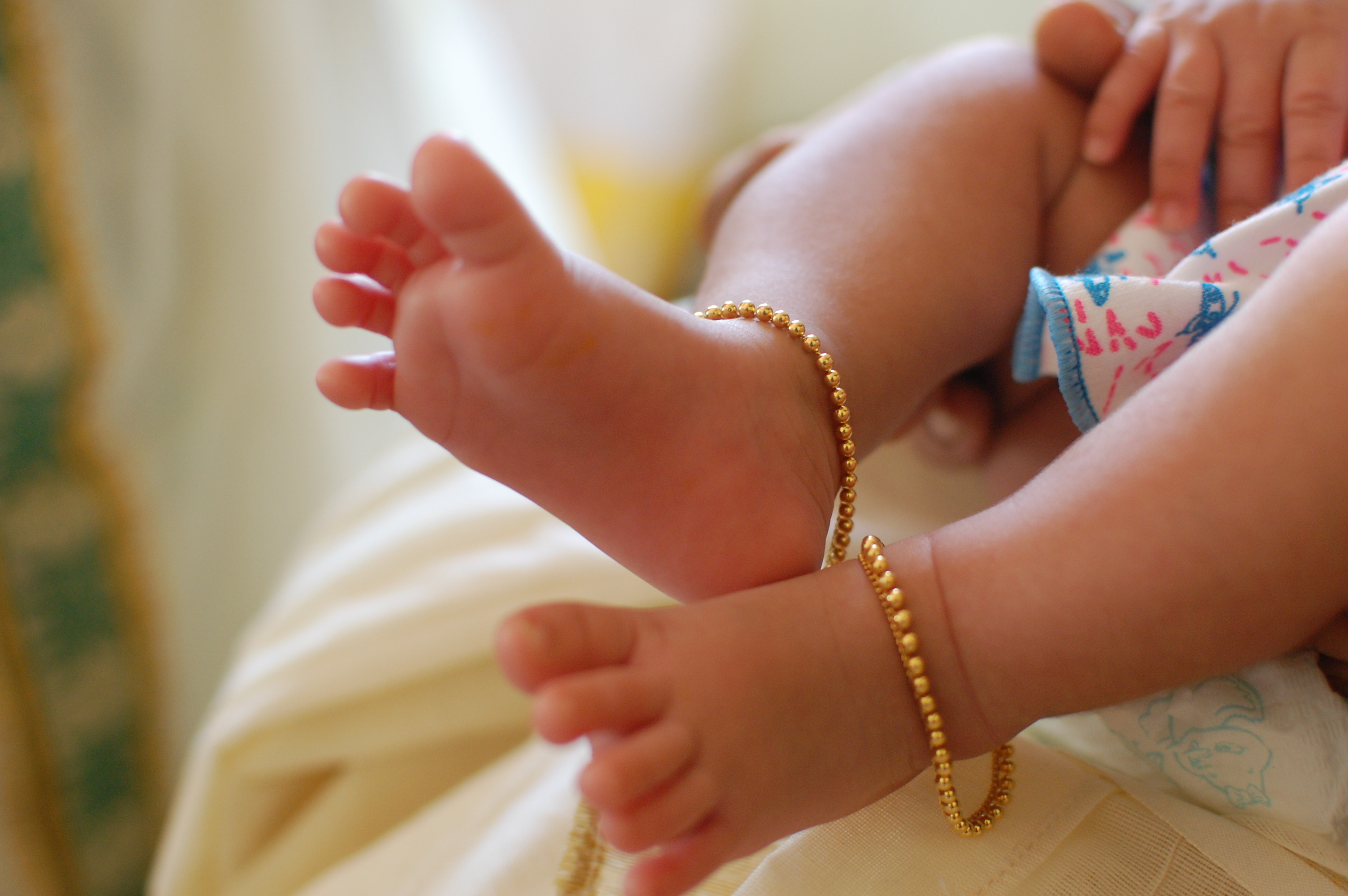
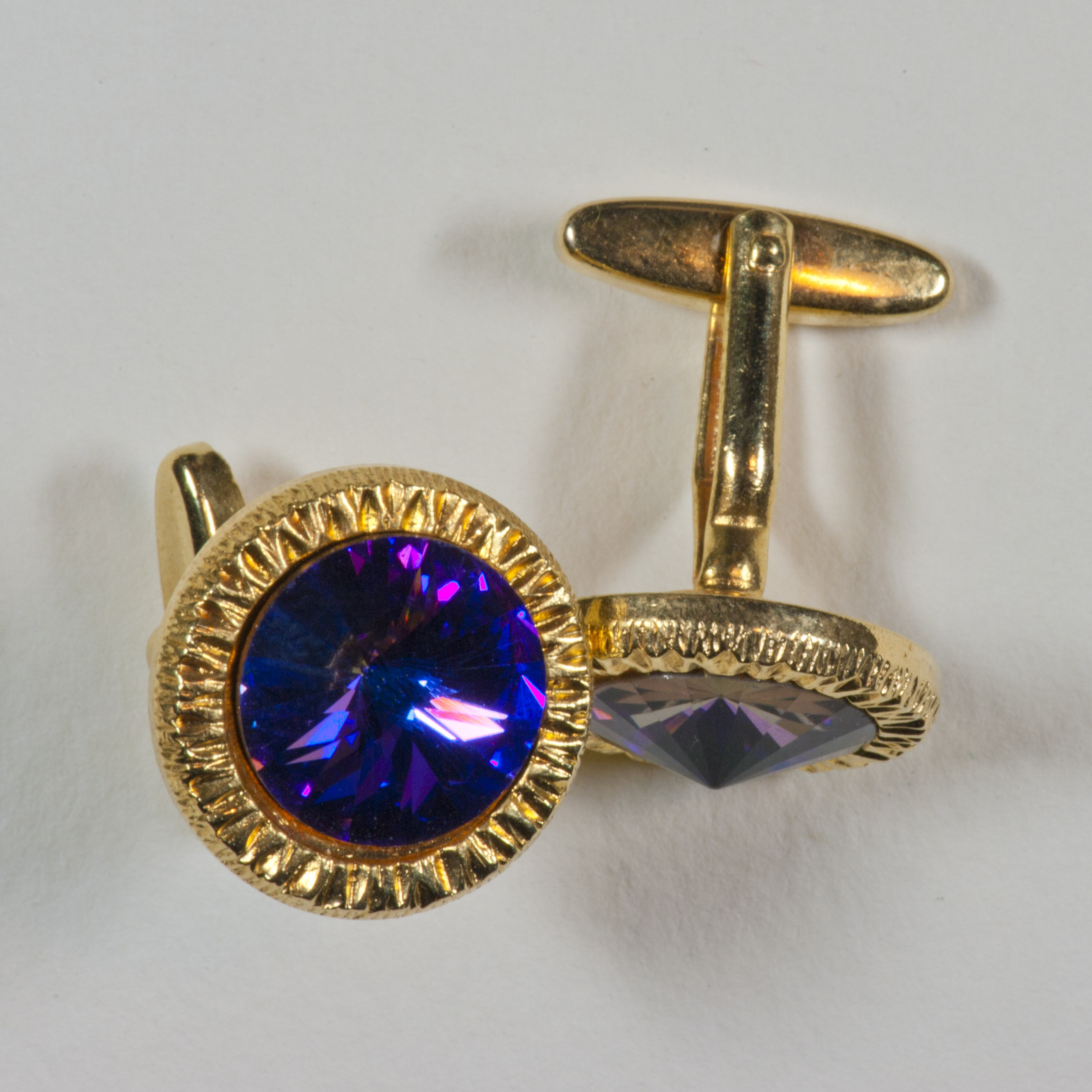
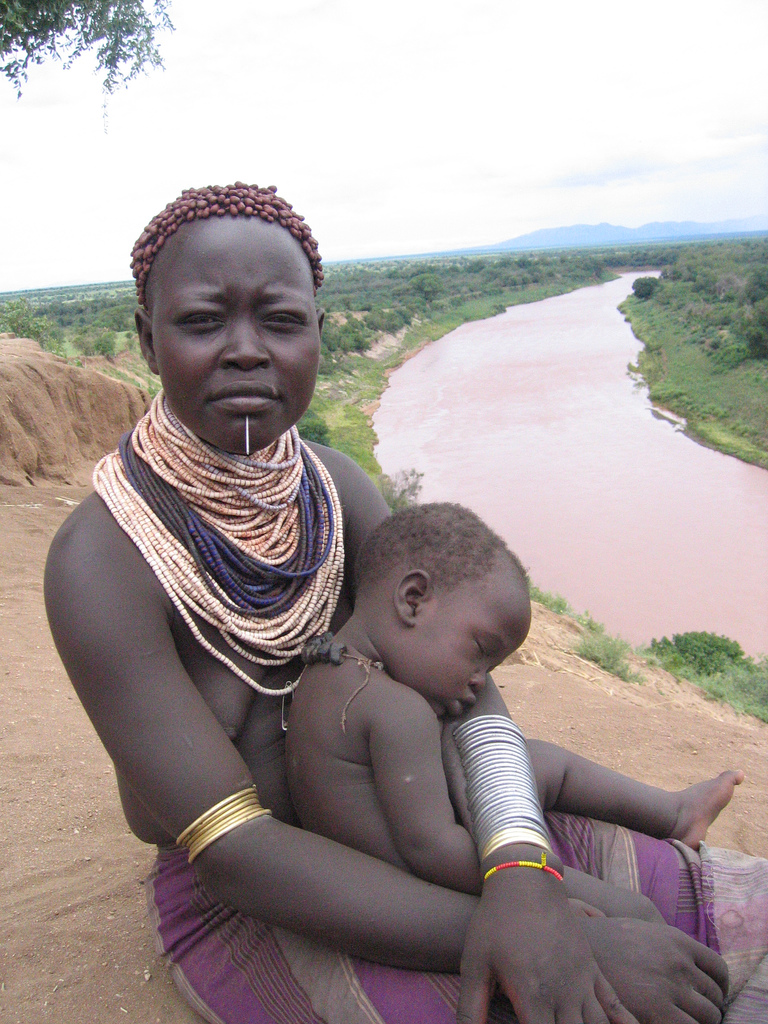
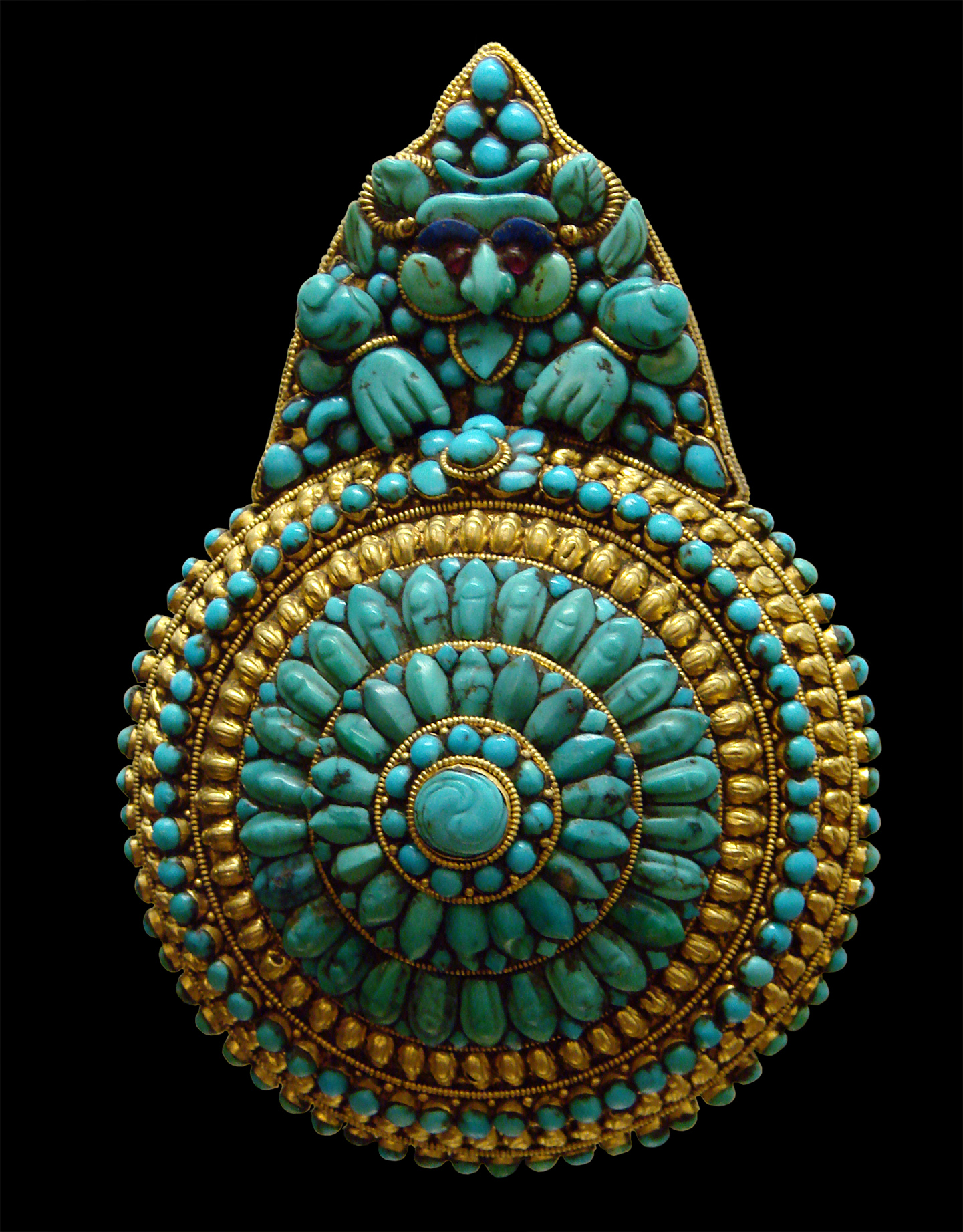
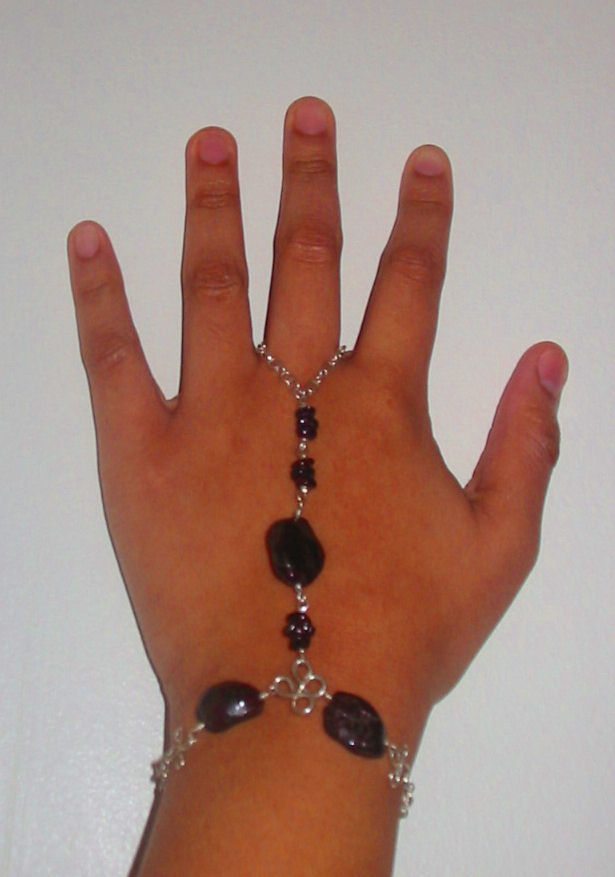
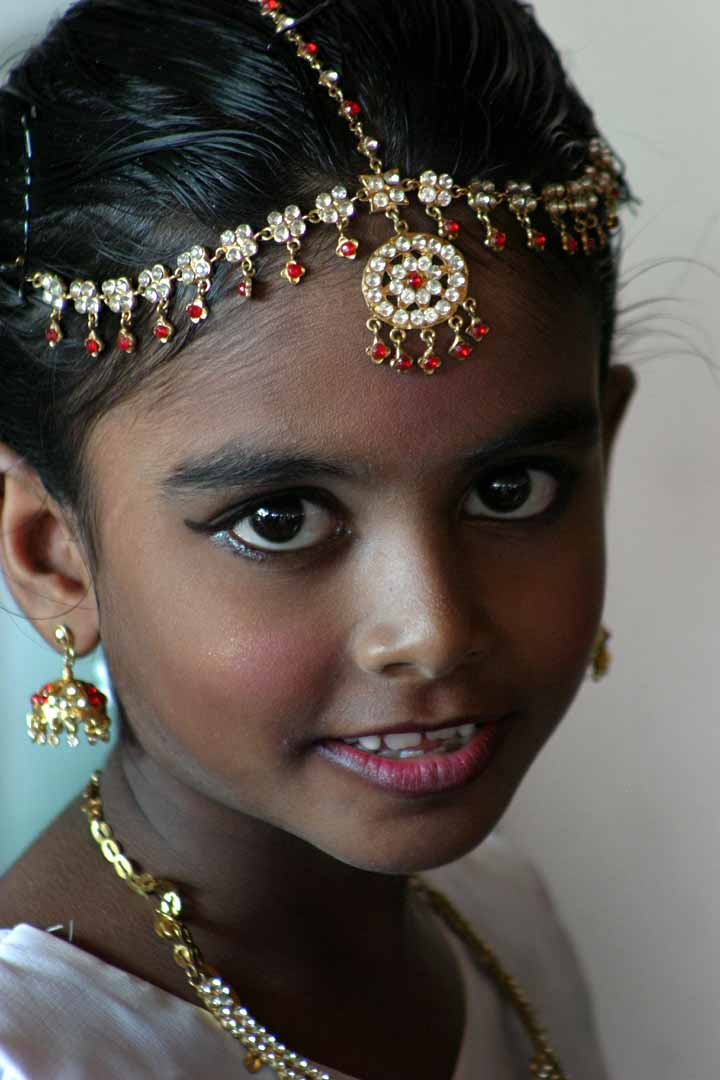
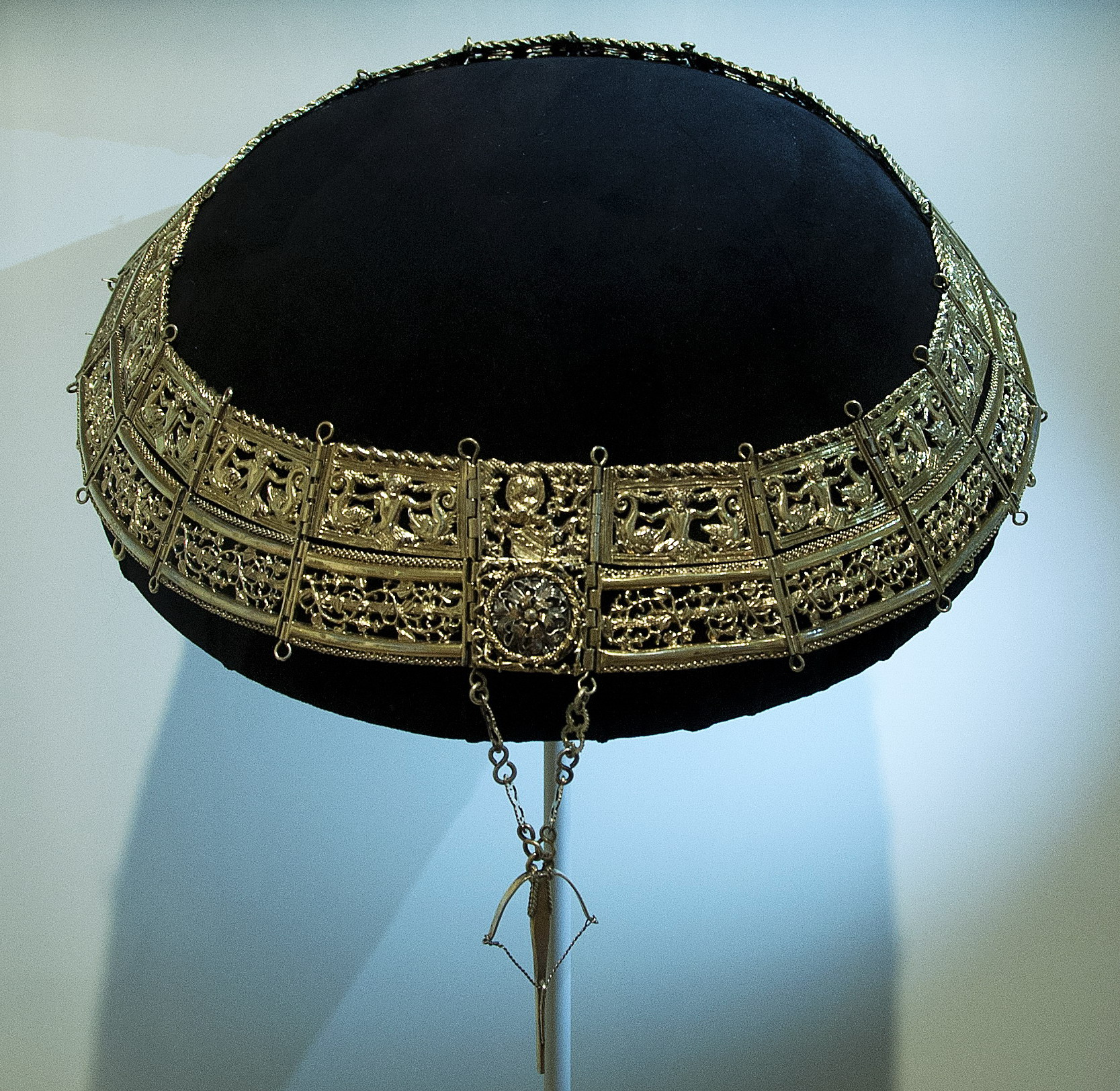
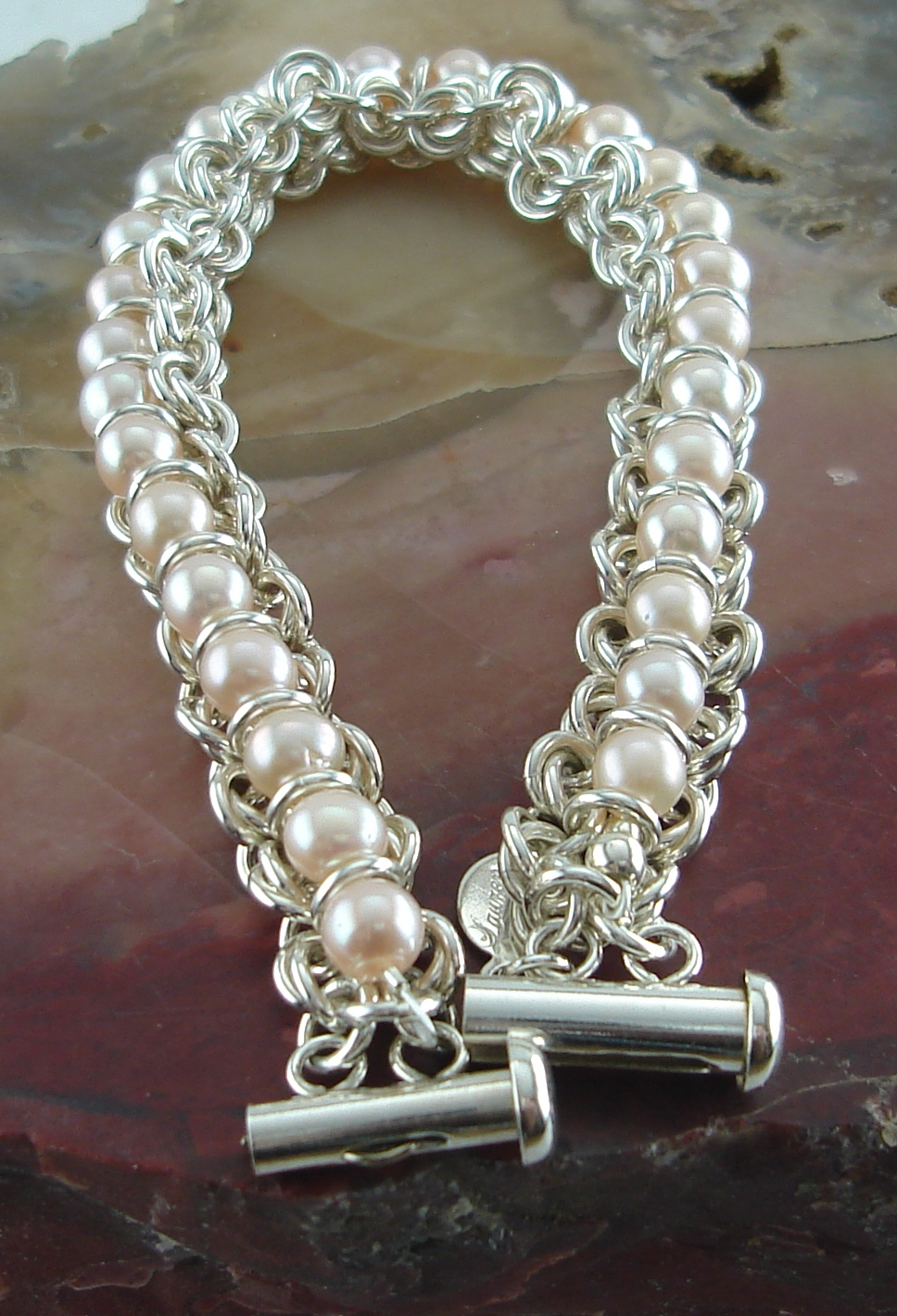
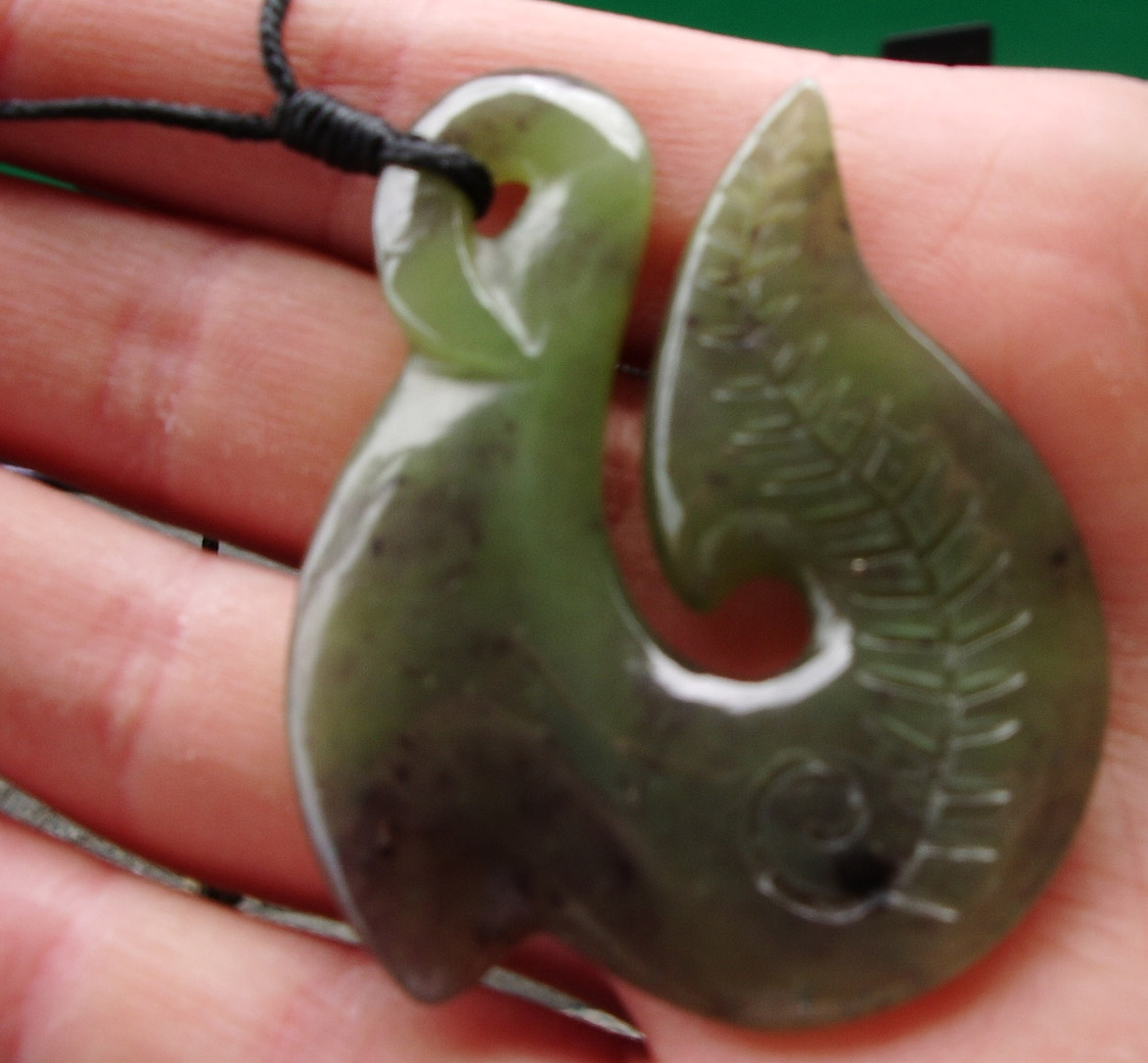
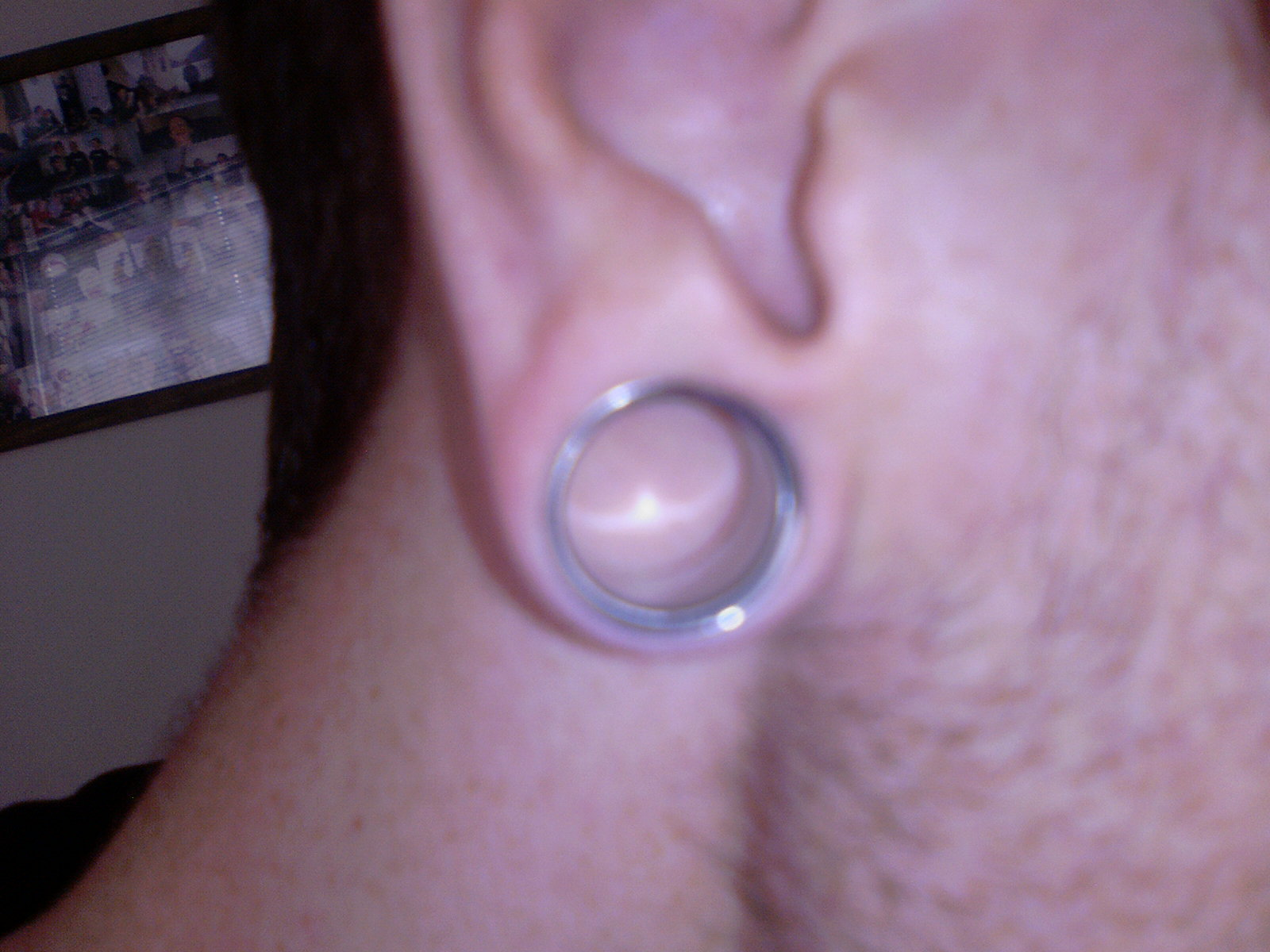
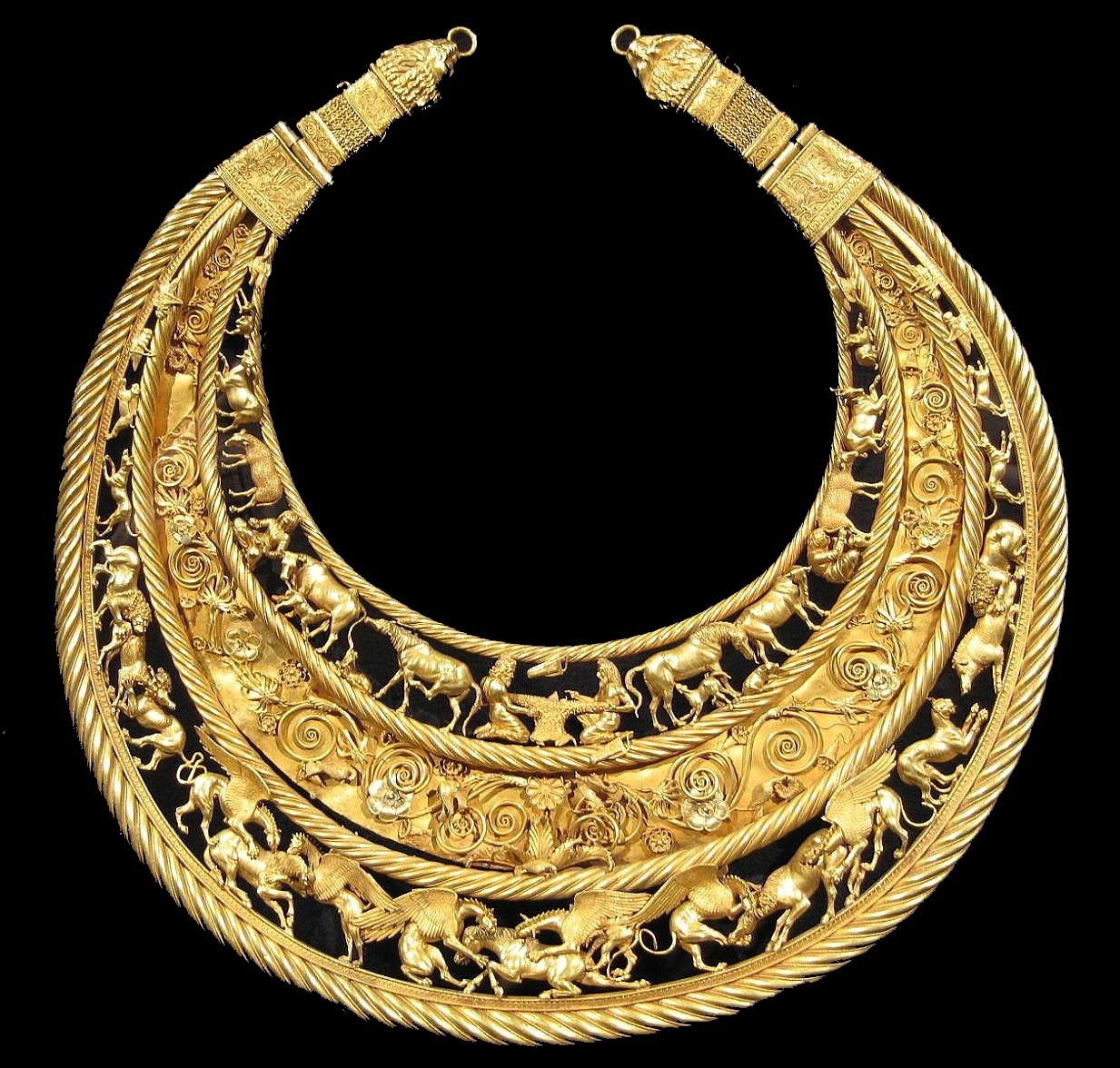
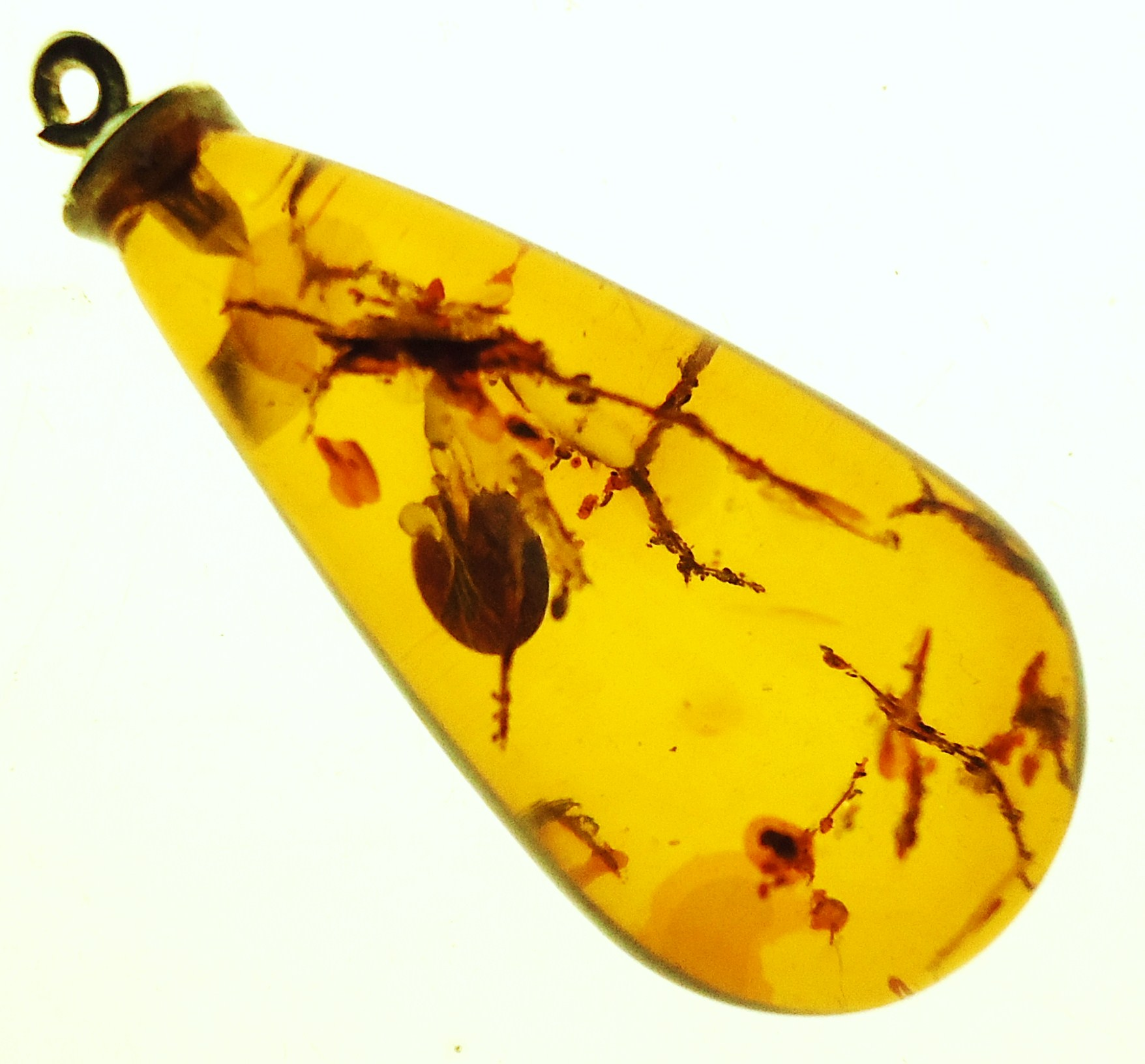

## Design av smycken
Smyckesdesign är konsten eller yrket att designa och skapa smycken. Det är en av de tidigaste formerna av dekoration och går tillbaka minst 7000 år i tiden till de äldsta kända mänskliga samhällena i Indus Valley Civilization, Mesopotamien och Egypten. Under århundradenas lopp har konsten tagit många former, från forntidens enkla pärlstavar till dagens komplicerade metallbearbetning och ädelstensslipning.
Innan ett smycke skapas visualiseras designkoncept, följt av detaljerade tekniska ritningar som skapas av en smyckesdesigner, en professionell med arkitektonisk och funktionell kunskap om material, tillverkningstekniker, sammansättning, bärbarhet och marknadstrender.
Från 1714 till 1830 var det populärt att skapa smycken med naturliga element, gröna och lila ädelstenar, och det kallades Georgia-perioden. Under den följande tidiga viktorianska perioden tillkom djurmotiv och flerfärgade metallmönster. I mitten av den viktorianska perioden blev femfärgade smycken kombinerade med snäckor, tofsar, mosaiker och andra tekniker populära. Och på grund av prins Alberts död blev materialet koljade (Gagat) mycket populärt i smyckesdesign vid den tiden. 
Smyckesdesignstilar som halsband, armband och broscher i form av kycklinghjärtan blev också populära på 1880-talet. Under den sena viktorianska perioden blev diamanter huvudpersonen, och fågel-, insekts- och djurteman lades till diamantelementen en efter en. Smycken från denna period började också använda fjädrar för att skapa några speciella rörliga mekanismer.